# Barcelona
För andra betydelser, se Barcelona (olika betydelser).
Barcelona (på katalanska: [bəɾsəˈlonə]; spanska: [baɾθeˈlona]) är en stad och kommun belägen vid den spanska regionen Kataloniens kust, mellan floderna Llobregats och Besòs mynningar och 110 kilometer söder om franska gränsen. Barcelona är huvudstad i Katalonien men även för provinsen Barcelona samt grevskapet Barcelonès. Invånarantalet uppgick år 2009 till 1 638 103. Inkluderas de närmaste förstäderna är invånarantalet ungefär 3 miljoner, med satellitstäder cirka 5 miljoner.
Staden är Spaniens näst största stad, efter Madrid, samt den mest industrialiserade. Barcelona är även en av västvärldens mest tätbefolkade storstäder. Staden har utvecklats till en viktig turistdestination, och 2015 besökte drygt 8 miljoner Barcelona (totalt 30 miljoner i hela Katalonien). Både katalanska och spanska är officiella språk.
Barcelona är en viktig kulturstad med antika rötter. I staden finns ett stort antal museer och historiska byggnader, inklusive basilikan Sagrada Família (ritad av Antoni Gaudí) och Palau Nacional. Estadi Olímpic Lluís Companys var huvudarena vid sommar-OS 1992, och Palau Sant Jordi har två gånger stått värd för sim-VM. Barcelonas två främsta fotbollsklubbar är FC Barcelona och RCD Espanyol.

## Etymologi
Namnet Barcelona antas ursprungligen komma från det iberiska toponymet Barrkeno, som i sin latinska form blev Barcino när staden grundades år 10 före Kristus. Någon historisk källa finns inte, utan antagandet grundas på utgrävda mynt som kopplats ihop med en utgrävd iberisk bosättning vid foten av nuvarande Montjuïc.

## Historia
Enligt en populär legend skall Barcelona ha grundats som koloni till Karthago år 236 före Kristus av den karthagiske generalen Hamilcar Barca. Denna teori har dock förkastats av modern historieforskning som istället tillskriver romarna som stadens grundare.
Vissa arkeologiska fynd antyder att området har bebotts av iberer sedan slutet av stenåldern. Några konkreta bevis för att någon stad verkligen existerat före romarnas ankomst finns dock inte.

### Romartid
Vid tiden för romarnas ankomst till iberiska halvön bodde redan en lokal iberisk stam i området runt dagens Barcelona. Detta folk kallades av romarna laetaner, laietani. År 10 f.Kr. byggde romarna en militärförläggning på kullen Mons Taber där dagens katedral ligger, troligtvis avsedd som boplats för krigsveteraner från de kantabriska krigen. Förläggningen, med namnet Barcino (Colonia Iulia Augusta Faventina Paterana Barcino), fungerade som koloni under den romerska tiden. Barcino blev ganska omgående en handelsstation varifrån varor från den iberiska halvön exporterades till det romerska riket. Någon gång under 200-talet e.Kr. uppfördes en ringmur vilken kom att fungera som stadens försvar fram till slutet av 1200-talet. År 415 e.Kr. erövrades staden av visigoterna. Barcelona fungerade under en kort tid som huvudstad i det visigotiska riket innan denna i omgångar flyttades vidare söderut.

### Medeltid

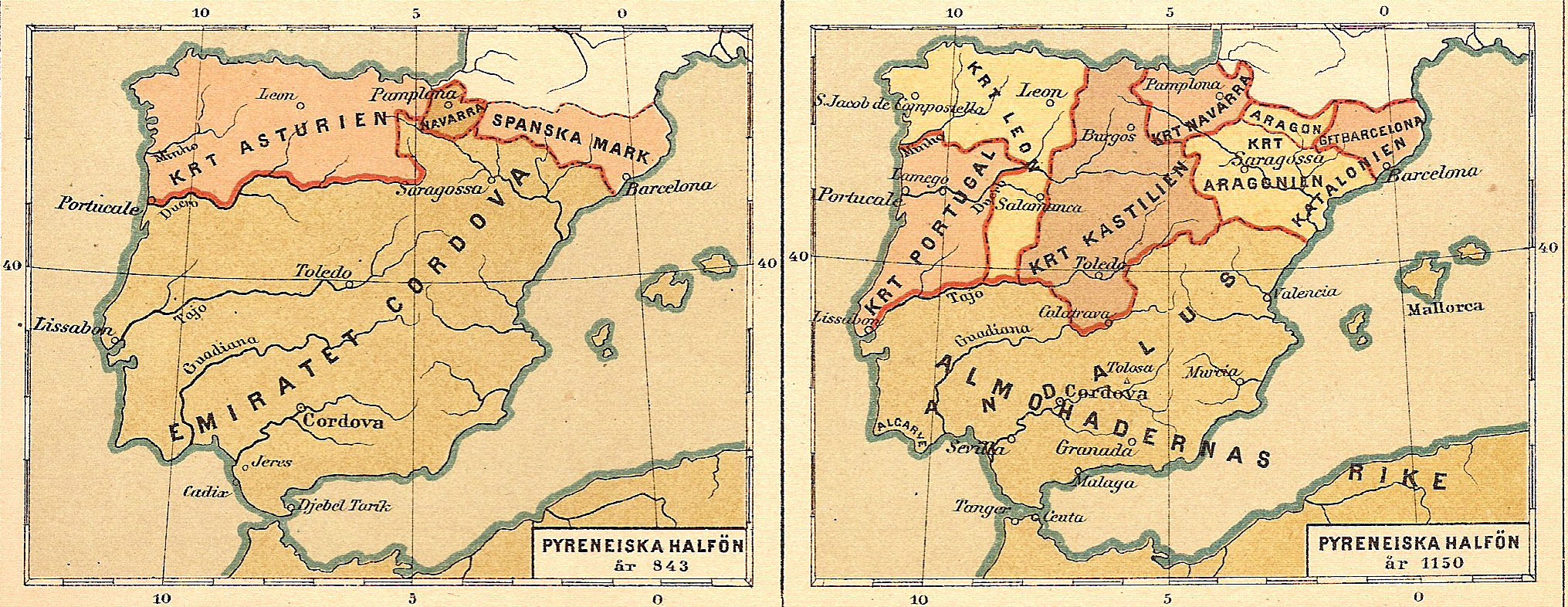
Historisk karta över Iberiska halvön och Spansk mark 843 e.Kr. och grevskapet Barcelona 1150 e.Kr.

I början av 700-talet erövrade morerna Barcelona under erövringkampanjen för Al-Andalus. Staden återtogs år 801 av kristna styrkor under Ludvig den fromme. Barcelona blev därefter en av flera lydstater under frankerriket i den buffertzon som fick namnet Spanska Mark – Marca Hispanica.  År 897 blev Barcelona ärftligt grevskap efter att Wilfred den hårige år 878 som siste greve tilldelats Barcelona som förläning av Ludvig den stammande. Under Wilfred blev Barcelona administrativ centralort. Staden intogs återigen av morerna år 985, men deras närvaro blev kortvarig.

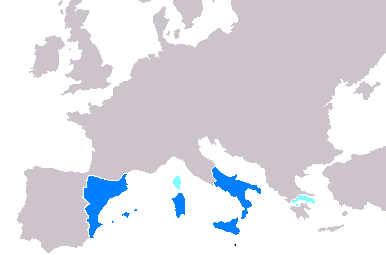
Kungariket Aragonien under dess största utbredning.

När Katalonien och Aragonien förenades genom giftermål mellan Ramon Berenguer IV av Katalonien och Petronila av Aragonien år 1150 inleddes för Barcelonas del en period av tillväxt. 
Från 1200-talet fram till mitten av 1400-talet var Barcelona navet i det aragonska stormaktsbygget. Den expanderande staden fick en ny ringmur som omgärdade ett 20 gånger större område än den gamla romerska muren gjort. 1249 inrättade Jakob I stadens första politiska institution i Consell de Cent, och 1283 fastställdes även Konstitutionen Usages. Under 1300-talet blev Barcelona ett av Medelhavsregionens största handelscentra, och varor exporterades till och importerades från hela Medelhavsområdet. Under 1400-talet tappade Barcelona sin konkurrenskraft gentemot Genua och Venedig, och staden drabbades hårt av arbetslöshet, pestepidemier, naturkatastrofer och inbördeskrig.

### Under habsburgarna
När Kungariket Aragonien förenades med Kastilien flyttade hovet från Barcelona som istället blev en provinshuvudstad. I Katalonien växte missnöjet med centraliseringen, och flera konflikter uppstod. Mitt under Trettioåriga kriget då spanska trupper var stationerade i Katalonien började en konflikt mellan Spanien och Katalonien som pågick åren 1640–1652. Den fick namnet Skördearbetarkriget Guerra dels Segadors då huvudstyrkan på den katalanska sidan utgjordes av bönder.

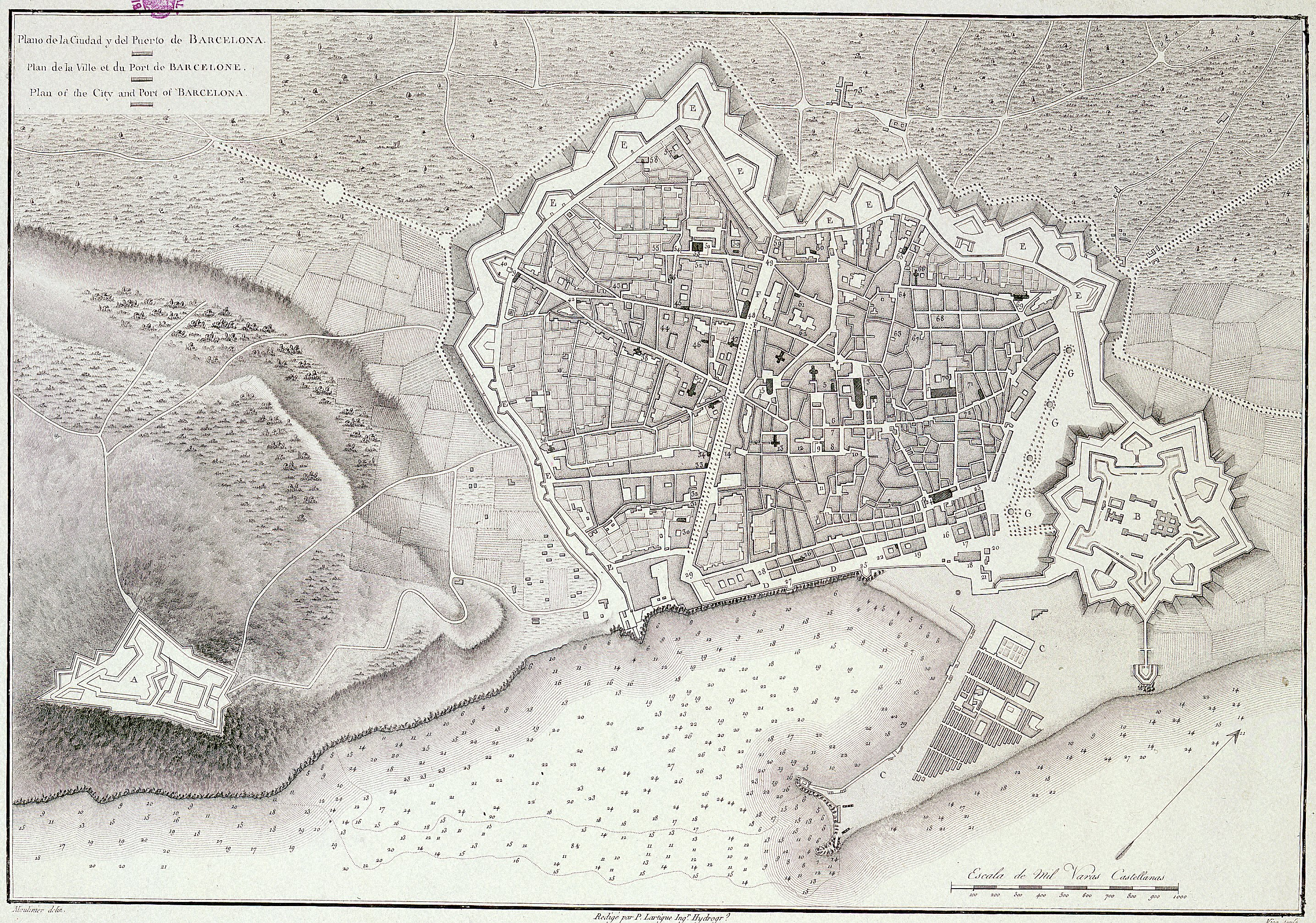
Barcelona år 1806. Nära hälften av stadens yta utgjordes av militära installationer, vars främsta uppgift var att hålla Barcelona i schack. När staden under 1800-talet på allvar började växa igen utgjorde murarna runt den ett stort hinder. Flera försök att få till stånd en rivning avslogs, men vid mitten av 1850-talet var det militära inflytandet så svagt att rivningen kunde inledas.

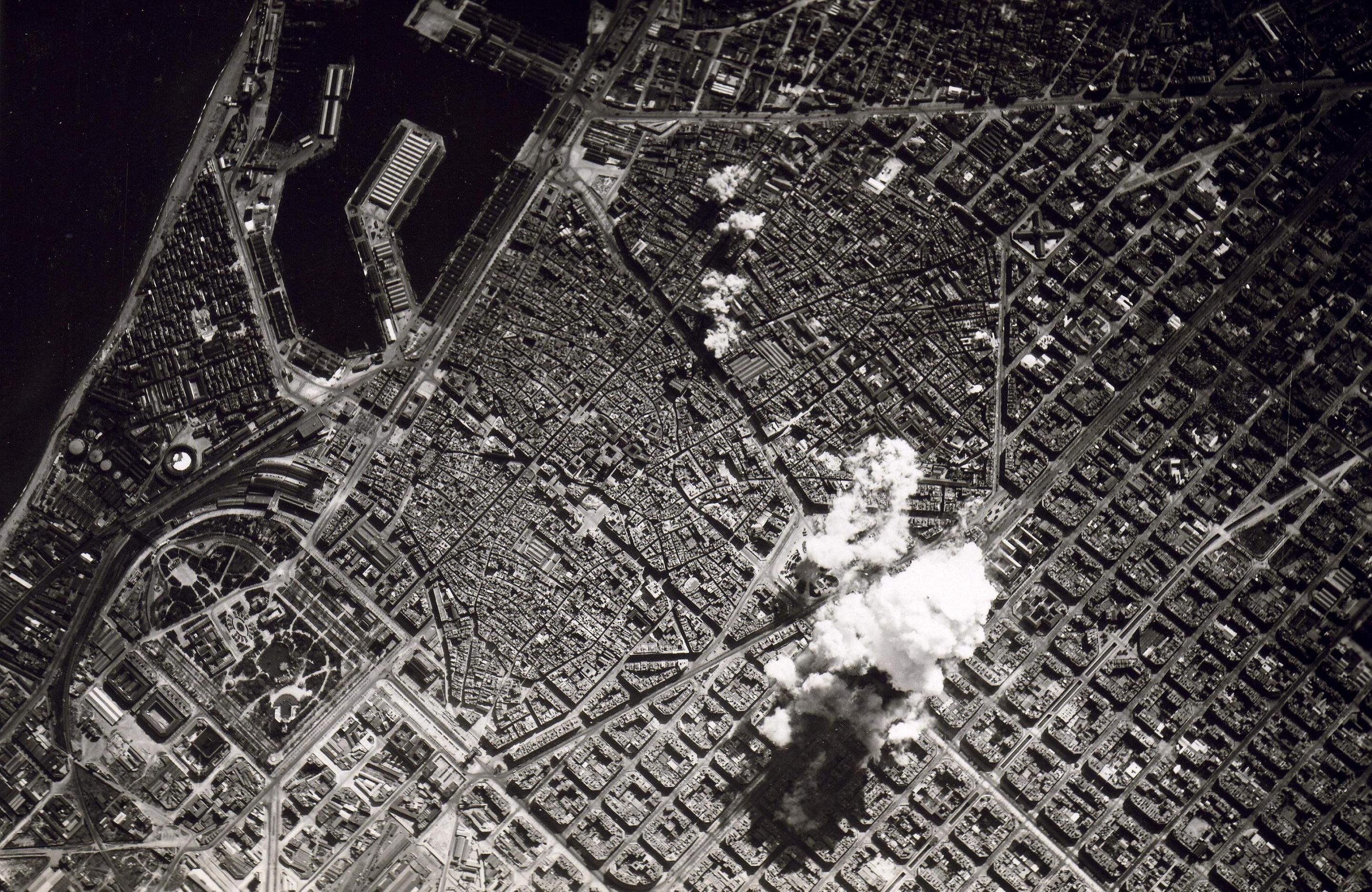
Italiensk flygbombning av centrala Barcelona (17 mars 1938).

Katalonien var dock för svagt för att ta sig an habsburgarna. Därför utnämndes Ludvig XIII till greve-kung av Katalonien i hopp om militärt stöd. Den franska armén lyckades tillsammans med katalanska styrkor besegra den habsburgska armén vid Montjuїc men fick aldrig till någon definitiv seger. 1648 drog sig de franska styrkorna tillbaka vartefter Filip IV (huset Bourbon) belägrade Barcelona, som 1652, efter tolv månaders belägring, till slut gav upp.
Barcelona drabbades mycket hårt under det spanska tronföljdskriget 1705–1716, då staden stod under en 13 månader lång belägring innan man den 11 september 1714 (numera Kataloniens nationaldag) kapitulerade. För att försäkra sig om att Barcelona inte skulle kunna göra uppror lät den spanske kungen Filip V bygga ett citadell efter att ha rivit över 1 200 byggnader i stadsdelen Ribera. Som ett led i att tvätta bort den katalanska självständighetssträvan stängdes 1717 stadens universitet.

### Industrialismen
De första bomullsfabrikerna i början av 1800-talet inledde den industriella revolutionen som etablerade Barcelona som Spaniens industriella centrum. Landets första ångdrivna väveri öppnades i Barcelona 1833, och 15 år senare anlades Spaniens första järnväg mellan Barcelona och Mataró. Många nya fabriker öppnades innanför stadsmurarna, vilket fick till följd att den redan trånga staden blev överbefolkad. Barcelona ansökte flera gånger innan det till slut gavs tillstånd att riva de stadsmurar som hindrade staden att växa. Madridregeringen hade dittills motsatt sig en rivning av murarna eftersom de var rädda att förlora kontrollen över staden. En ny stadsdel tillkom; L'Eixample (utvidgningen) anlades från den gamla staden ut till de omkringliggande byarna.
Under perioden från slutet av 1800-talet fram till inledningen av spanska inbördeskriget fördes en tidvis mycket våldsam klasskamp i Barcelona. De mest aktiva under den här perioden var anarkisterna som 1910 startade CNT (Confederación Nacional del Trabajo), en anarkosyndikalistisk fackförening som bland annat 1917 organiserade en generalstrejk, men man låg även delvis bakom införandet av åtta timmars arbetsdag.

### Francotiden
Under spanska inbördeskriget 1936–1939 var Barcelona högkvarter för den republikanska sidan. I ett försök att demoralisera de stridande på den republikanska sidan utsattes Barcelona som första europeiska storstad för systematiska flygbombningar mot civila mål. Med hjälp av tyska Kondorlegionen och italienska Aviazione Legionaria genomförde nationalisterna 194 flygräder mot Barcelona med start i mars 1937 fram till krigets slut. Kriget slutade med seger för nationalisterna, och enväldig diktator blev general Francisco Franco.

### Åter monarki
Efter Francisco Francos död 1975 återinfördes monarki i Spanien. Efter många politiska turer blev Katalonien ett autonomt område, och 1977 utsågs Barcelona till Kataloniens huvudstad.

## Geografi

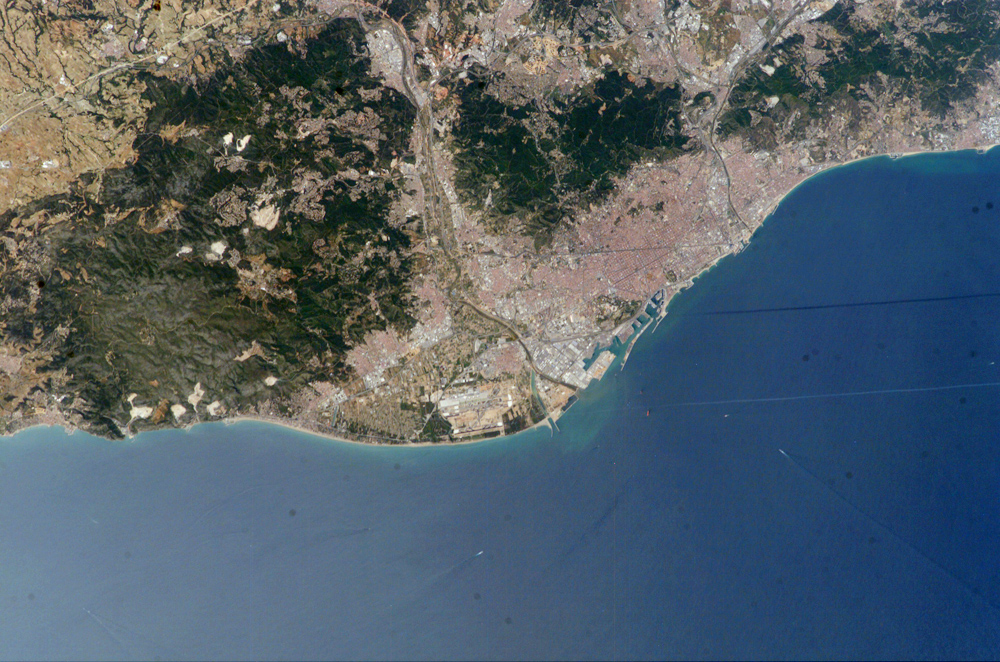
Satellitbild över Barcelona, tagen 2004.

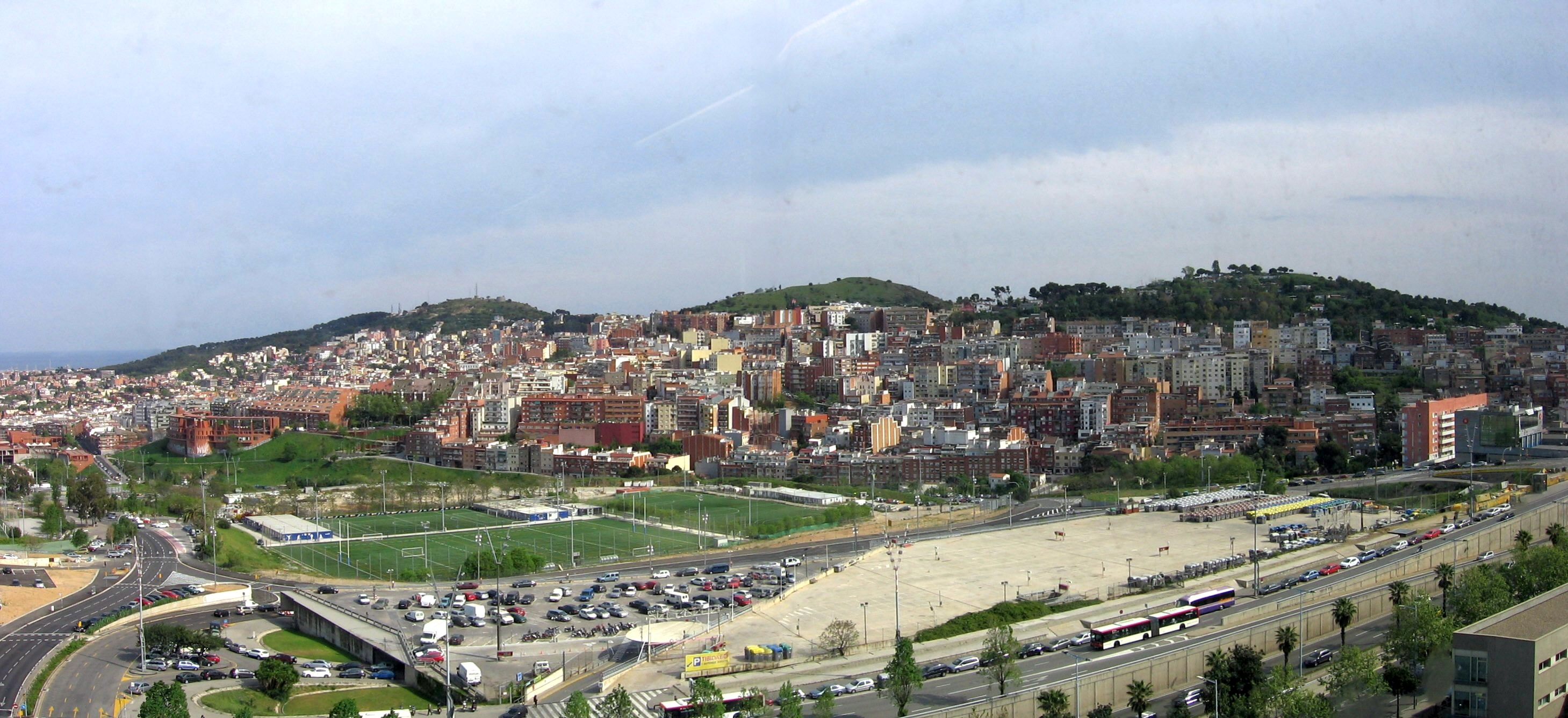
Els Tres Turons sett från norr. Från vänster till höger: la Rovira, el Carmel och el Coll.

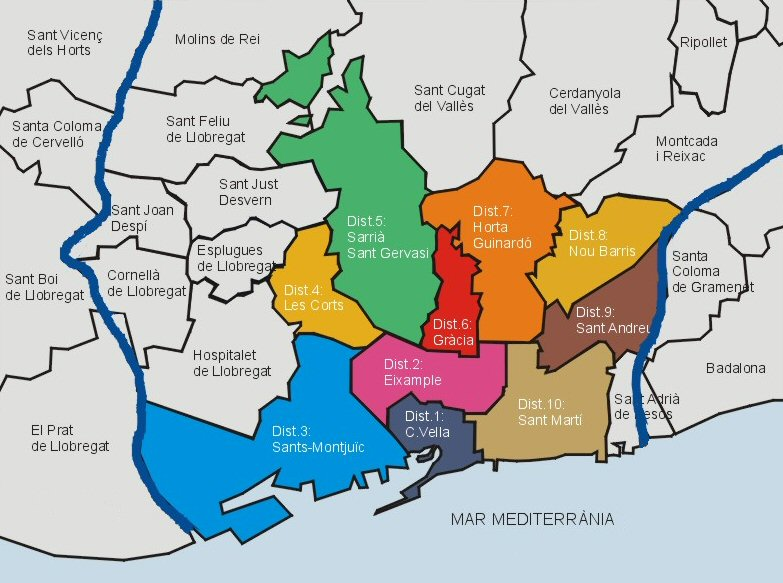
Karta över Barcelonas distrikt.

### Läge
Barcelona är beläget i nordöstra Spanien, på alla sidor omgivet av naturliga barriärer där Medelhavet i syd-öst och det naturskyddade Collserolamassivet (512 meter över havet) i nordväst begränsar stadens möjligheter till expansion. Staden är även omgiven av flodmynningar, i nord-öst av Besòs samt i sydväst av Llobregat. Staden gränsar till följande kommuner (municipis på katalanska): El Prat de Llobregat, L'Hospitalet de Llobregat, Esplugues de Llobregat, Sant Just Desvern, Sant Feliu de Llobregat, Molins de Rei, Sant Cugat del Vallès, Cerdanyola del Vallès, Montcada i Reixac, Santa Coloma de Gramenet och Sant Adrià de Besòs. Barcelona är så pass sammanväxt med L'Hospitalet de Llobregat att man endast med hjälp av en karta kan skilja dem åt.
Två mindre samhällen belägna utanför själva staden tillhör Barcelona; den ena är samhället Vallvidrera och det andra är samhället Les Planes. Båda två tillhör distriktet Sarrià-Sant Gervasi men är geografiskt belägna i Collserolamassivets naturskyddspark.

### Topografi
Barcelona ligger på en svagt sluttande platå som övergår i berg. Landhöjning och landåtervinning har gjort att kusten förflyttats med flera hundra meter och det som utgör dagens el Raval var fram till medeltiden en mindre sjö som bildats till följd av landhöjningen. Den ursprungliga romerska staden byggdes på kullen Mons Taber (17 meter över havet) strax bakom där dagens katedral är belägen. I övrigt saknar Barcelonaplatån några geografiska höjder utan är i det närmaste platt om än sluttande. Dock omges platån av ett flertal berg, vid hamnen reser sig klippberget Montjuїc (173 meter över havet) som tidigt befästes för stadens försvar.
Några kilometer in från kusten övergår den svagt sluttande platån i flera mindre berg, de mest prominenta av dessa är de så kallade tre krönen Els Tres Turons som utgörs av tre sammanhängande berg belägna inne i staden vilka höjer sig 150–200 meter över den omgivande bebyggelsen. Det högsta av de tre är el Carmel (267 meter över havet) följt av la Rovira (262 meter) samt slutligen el Coll (249 meter). Utöver dessa finns ytterligare tre mindre berg belägna inne i själva staden, det högsta el Putxet (181 meter) reser sig omkring 50–100 meter över den omgivande bebyggelsen. Därtill finns de två mindre bergen la Peira (133 meter) samt Monterols (121 meter).

### Parker

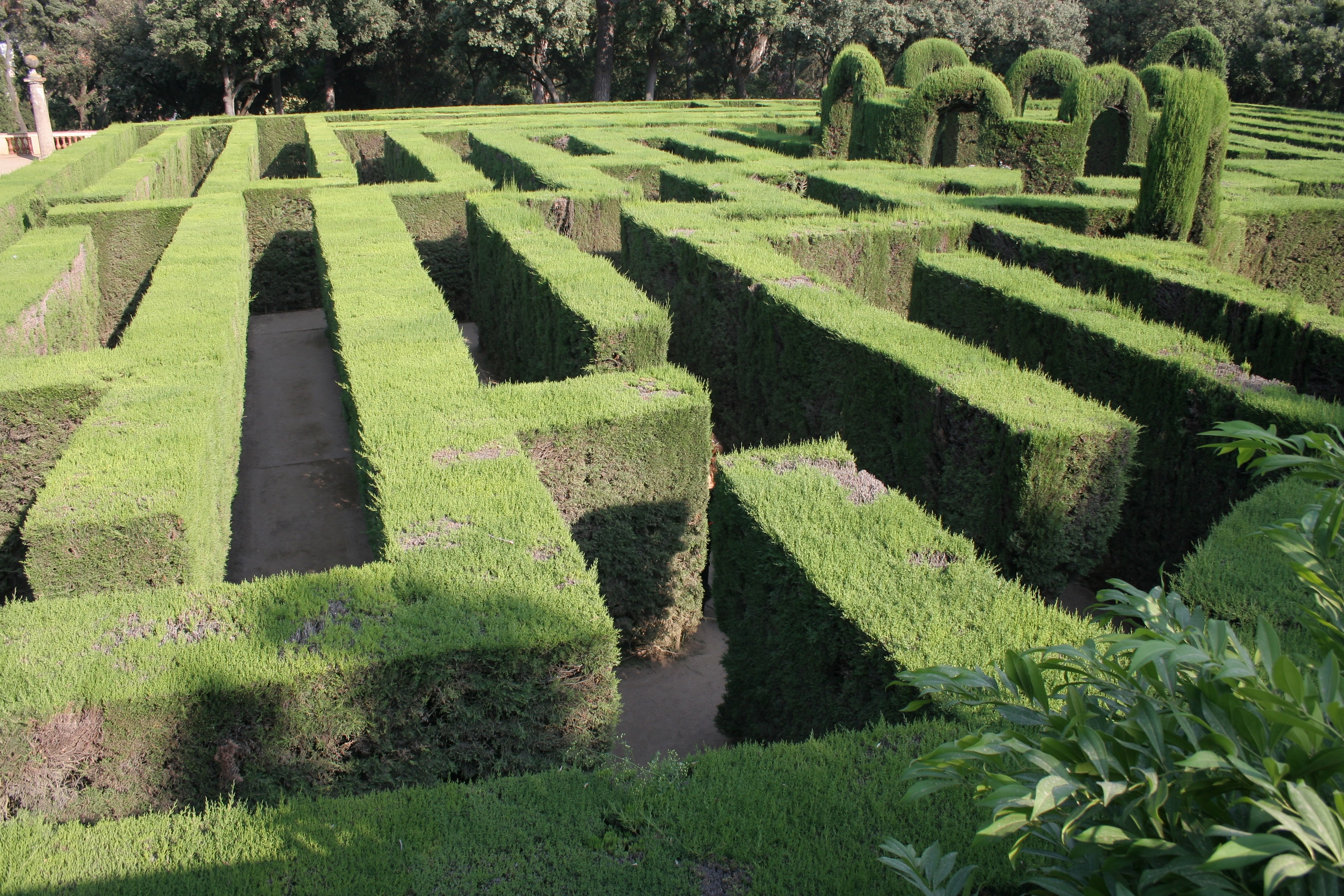
Parc del Laberint d'Horta.

Barcelonas grönområden uppgår till drygt 30 km² varav 18 km² utgörs av skog, nästan uteslutande i Collserolabergen. De resterande 12 km² fördelas på stadens 68 parker. I centrala Barcelona är det sparsamt med parker. Nästan alla stadens parker ligger som i en ring runt centrala Barcelona, varför staden kan upplevas som parklös.
Parc Güell är en park utformad av den kände Antoni Gaudí. Den är av Unesco klassad som världsarv. Den blev offentlig park 1922.
Parc de la Ciutadella är en av de största parkerna i Barcelona. På platsen uppfördes 1714 ett militärt citadell. 1869 blev den allmän park. 1888 hölls här Barcelonas världsutställning. I parken återfinns Kataloniens parlament inhyst i en av de bevarade byggnaderna från citadellet. Sedan 1892 finns även en djurpark.
Montjuїc är Barcelonas största parkområde. Här finns flera parker, varav några tematiska ligger inkilade på sluttningarna nedanför kastellet som markerar bergets topp. Här låg utställningsområdet för världsutställningen 1929. Flera av byggnaderna är idag museer, och stadion som uppfördes i samband med utställningen renoverades till olympiska sommarspelen 1992.
Strax utanför Barcelona, i nordväst, ligger den 80 km² stora Collserolaparken. Detta 17 km långa naturskyddsområde är ett populärt utflyktsområde bland Barcelonaborna, och här finns både utsiktstorn och TV-master.

### Klimat

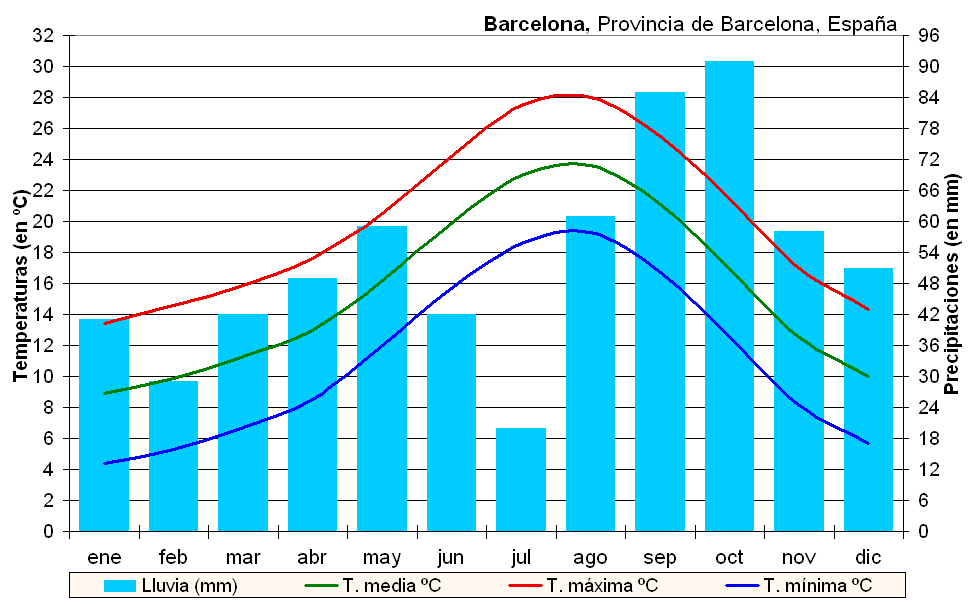
Klimatogram över Barcelona 1971–2000. Detta klimatogram är baserat på mätningar gjorda vid Barcelonas flygplats och skiljer sig från tabellen nedan som är baserad på mätningar gjorda vid en mätstation inne i Barcelona.

Barcelona beläget på latitud 41° 20'N åtnjuter medelhavsklimat, med temperaturer som ger milda vintrar respektive heta torra somrar. Dagliga temperaturvariationer ligger kring 6 °C och kan på våren stiga till mellan 10 och 15 °C. I centrala Barcelona finns en urban värmeö där man uppmätt en temperaturhöjning på upp till 6,9 °C under vinter. Luftfuktigheten ligger som regel kring 70% till 80% men kan enstaka dagar stiga uppemot 90%.
Nederbörden är främst koncentrerad till hösten och våren där huvuddelen av regnet faller i form av skyfall. Särskilt under hösten kan speciella väderförhållanden medföra mycket kraftiga skyfall på upp till 80–100 mm regn under loppet av ett par timmar. Den årliga medelnederbörden för åren 1971–2000 uppgick till 651,6 mm och under samma period uppmättes även Barcelonas absoluta dygnsnederbördsrekord till 194,8 mm den 5 december 1971. Snöfall förekommer mycket sällan nere i själva staden, det senaste stora snöfallet skedde julafton och juldagen 1962 när 50–60 cm snö föll i centrala Barcelona, men uppe på Tibidabo 500 meter ovanför havet kan snöfall förekomma vintertid. 
Den årliga medeltemperaturen för perioden 1971–2000 uppmättes till 14,8 °C. Den absolut kallaste noteringen för samma period uppmättes till -7,2 °C den 9 januari 1985. Den varmaste noteringen uppmättes till 38,5 °C den 6 juli 1982. I samband med att varm luft svepte in över staden den 27 augusti 2010 sattes det nu gällande värmerekordet på 39,3 °C. Barcelonas absoluta köldrekord -10 °C den 11 februari 1956 och värmerekord 39,8 °C den 6 juli 1982 är uppmätta vid Fabra observatoriet beläget på 400 meters höjd utanför själva staden.
Vinden blåser för det mesta ifrån havet in över land, vindar från norr är mer sporadiska. Några gånger per år möts kallare och varmare vindar från öst/väst vilket ibland ger upphov till orkanvindar (över 50 m/s har uppmätts).
| | Jan  | Feb  | Mar  | Apr  | Maj  | Jun  | Jul  | Aug  | Sep  | Okt  | Nov  | Dec  | År    |
| --- | ---- | ---- | ---- | ---- | ---- | ---- | ---- | ---- | ---- | ---- | ---- | ---- | ----- |
| Medeltemp. (°C) | 7,9  | 8,9  | 10,7 | 12,4 | 15,9 | 19,7 | 23,1 | 23,2 | 20,0 | 15,8 | 11,3 | 9,0  | 14,8  |
| |      |      |      |      |      |      |      |      |      |      |      |      |       |
| Högsta rekord (°C) | 19,4 | 20,2 | 26,8 | 25,0 | 28,8 | 34,5 | 38,5 | 38,4 | 32,4 | 30,0 | 26,4 | 19,8 | 38,5  |
| Högsta medeltemp. (°C) | 10,7 | 12,1 | 14,3 | 16,4 | 20,1 | 24,0 | 27,7 | 27,4 | 23,8 | 19,0 | 14,2 | 11,6 | 18,4  |
| Lägsta medeltemp. (°C) | 5,1  | 5,7  | 7,0  | 8,3  | 11,7 | 15,3 | 18,6 | 18,7 | 16,2 | 12,6 | 8,4  | 6,3  | 11,2  |
| Lägsta rekord (°C) | −7,2 | −5,7 | −3,9 | 0,0  | 3,4  | 7,6  | 10,6 | 11   | 7,4  | 2,8  | −2,6 | −4,5 | −7,2  |
| |      |      |      |      |      |      |      |      |      |      |      |      |       |
| Nederbörd (mm) | 52,7 | 33,6 | 46,0 | 55,2 | 66,0 | 42,5 | 22,1 | 51,3 | 76,2 | 80,4 | 65,4 | 60,1 | 651,6 |
| Källa: ”Climatologia el Barcelonès 1971-2000” (på spanska) (PDF). Servei Meteorològic de Catalunya. sid. 2. Arkiverad från originalet den 4 mars 2011. https://web.archive.org/web/20110304104303/http://www20.gencat.cat/docs/meteocat/Continguts/Climatologia/climatologies_comarcals/documents/Barcelones.pdf. Läst 22 april 2012. |      |      |      |      |      |      |      |      |      |      |      |      |       |

## Politik och indelning

### Administration

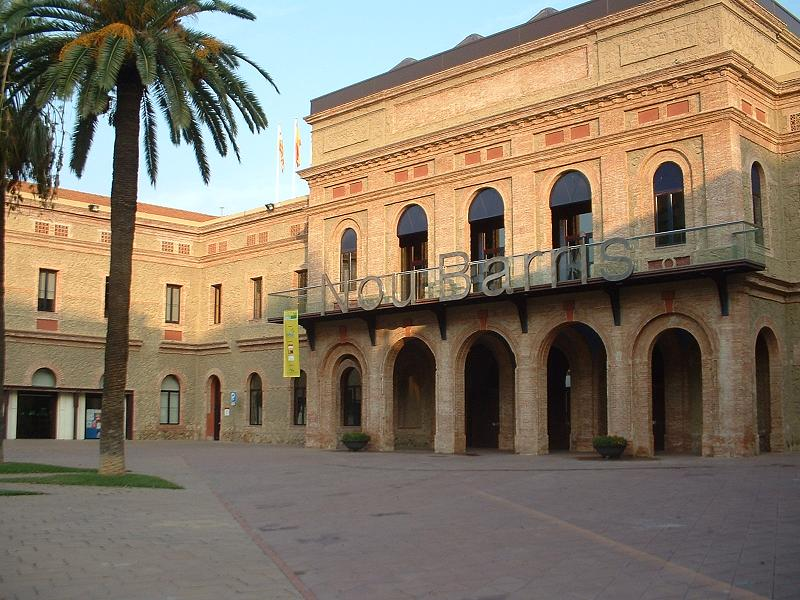
Stadshuset i distriktet Nou Barris. I Barcelona har varje distrikt ett eget stadshus.

I Barcelona finns idag fyra politiska administrationer med olika ansvarsområden:
L’Administració General de l’Estat, är en myndighet under spanska regeringen vars främsta uppgifter är administration av hamn och flygplats samt gränsbevakning. Den organiserar även den del av rättsväsendet som faller under spanskt ansvar. L’Administració General de l’Estat utses direkt av den spanska regeringen.
La Generalitat de Catalunya, det autonoma Kataloniens regering. Har hand om frågor som rör bland annat utbyggnad och finansiering av skolor, universitet, sjukhus, skattefrågor och social välfärd. Den katalanska regeringen väljs vart fjärde år genom allmänna val.
La Diputació de Barcelona, den administrativa myndigheten för provinsen Barcelona. Den ger också råd om och hjälper till att organisera den kommunala servicen. Dess främsta uppgift är att främja välfärd genom utveckling av skola, sjukvård, miljövård, social välfärd, stadsplanering med mera.
L'Ajuntament de Barcelona, stadens kommunstyrelse, organiseras utifrån ett kommunalråd bestående av 41 ledamöter där borgmästaren tillsammans med 5 vice borgmästare och 15 ledamöter är verkställande medan övriga är i opposition. Ajuntament beslutar i frågor som rör stadsplanering, kollektivtrafik, kommunala skatter, underhåll av stadens gator och parker samt utbyggnad av kommunal service. En del av Ajuntaments uppgifter delas med Generalitat och spanska regeringen. Kommunstyrelsen leds av Barcelonas borgmästare, som sedan 2015 är Ada Colau.
Barcelona har även ett ajuntament i vart och ett av sina 10 distrikt. Dessa är sammansatta efter hur valet har sett ut i just det distriktet. Distriktets borgmästare utses och kan även avsättas från Barcelonas stadshus, och borgmästarkandidater väljs bland distriktets förtroendevalda och behöver inte tillhöra samma parti som det styrande i stadshuset. Distriktsstyret har långtgående självstyre och kan närmast beskrivas som ett lokalt kommunstyre. Tanken är att ge invånarna större inflytande genom att decentralisera styret.

### Stadsdelar
Barcelona stad är indelad i 10 administrativa distrikt med hög grad av självstyre. Distrikten är uppdelade i 73 stycken barris, av vilka flera tidigare varit byar, som upptogs i Barcelona när staden expanderade kraftigt i slutet av 1800-talet. De flesta av distrikten har ungefär samma utformning som när de var självständiga kommuner innan de upptogs i Barcelona. Nedan är endast officiella barris listade; utöver dessa finns även flera inofficiella barris vilka försvunnit i samband med att man slagit ihop flera mindre till en större men även i samband med namnreformer.
- Ciutat Vella: el Raval, el Barri Gòtic, Sant Pere, Santa Caterina i la Ribera, la Barceloneta.
- l'Eixample: Sant Antoni, la Nova Esquerra de l'Eixample,  l'Antiga Esquerra de l'Eixample, la Dreta de l'Eixample, la Sagrada Família, el Fort Pienc.
- Sants-Montjuїc: la Marina del Prat Vermell - Zona Franca, la Marina del Port, la Font de la Guatlla, Hostafrancs, la Bordeta, Sants, Sants-Badal, el Poble Sec - Parc Montjuïc.
- Les Corts: les Corts, Pedralbes, la Maternitat i Sant Ramon.
- Sarrià-Sant Gervasi: Sarrià, Sant Gervasi - Galvany, Sant Gervasi - la Bonanova, Putget i Farró, les Tres Torres, Vallvidrera, el Tibidabo i les Planes.
- Gràcia: la Vila de Gràcia, el Camp d'en Grassot i Gràcia Nova, la Salut, el Coll, Vallcarca i els Penitents.
- Horta-Guinardó: Horta, la Clota, la Vall d'Hebron, Montbau, Sant Genís dels Agudells, la Teixonera, el Carmel, la Font d'en Fargas, Can Baró, el Guinardó, el Baix Guinardó.
- Nou Barris: Vallbona, Ciutat Meridiana, Torre Baró, Canyelles, les Roquetes, la Trinitat Nova, Can Peguera, la Guineueta, Verdun, la Prosperitat, Turó de la Peira, Porta, Vilapicina i la Torre Llobeta.
- Sant Andreu: Sant Andreu, Trinitat Vella, Baró de Viver, el Congrés i els Indians, la Sagrera, Navas, el Bon Pastor.
- Sant Martí: Sant Martí de Provençals, el Clot, el Camp de l'Arpa del Clot, la Verneda i la Pau, el Fort Pienc, el Poblenou, el Parc i la Llacuna del Poblenou, la Vila Olímpica del Poblenou, Provençals del Poblenou, el Besòs i el Maresme, Diagonal Mar i Front marítim del Poblenou

### Flagga
Fälten med de gula och röda ränderna är hämtade från Senyera, Kataloniens flagga. Det röda korset på vit botten är ett Sankt Georgskors, av samma typ som förekommer i Englands flagga. Sankt Georg eller Sankt Göran (på katalanska Sant Jordi) är stadens skyddshelgon, liksom även Englands. Vapenskölden kröns av en kunglig krona.

## Ekonomi och infrastruktur

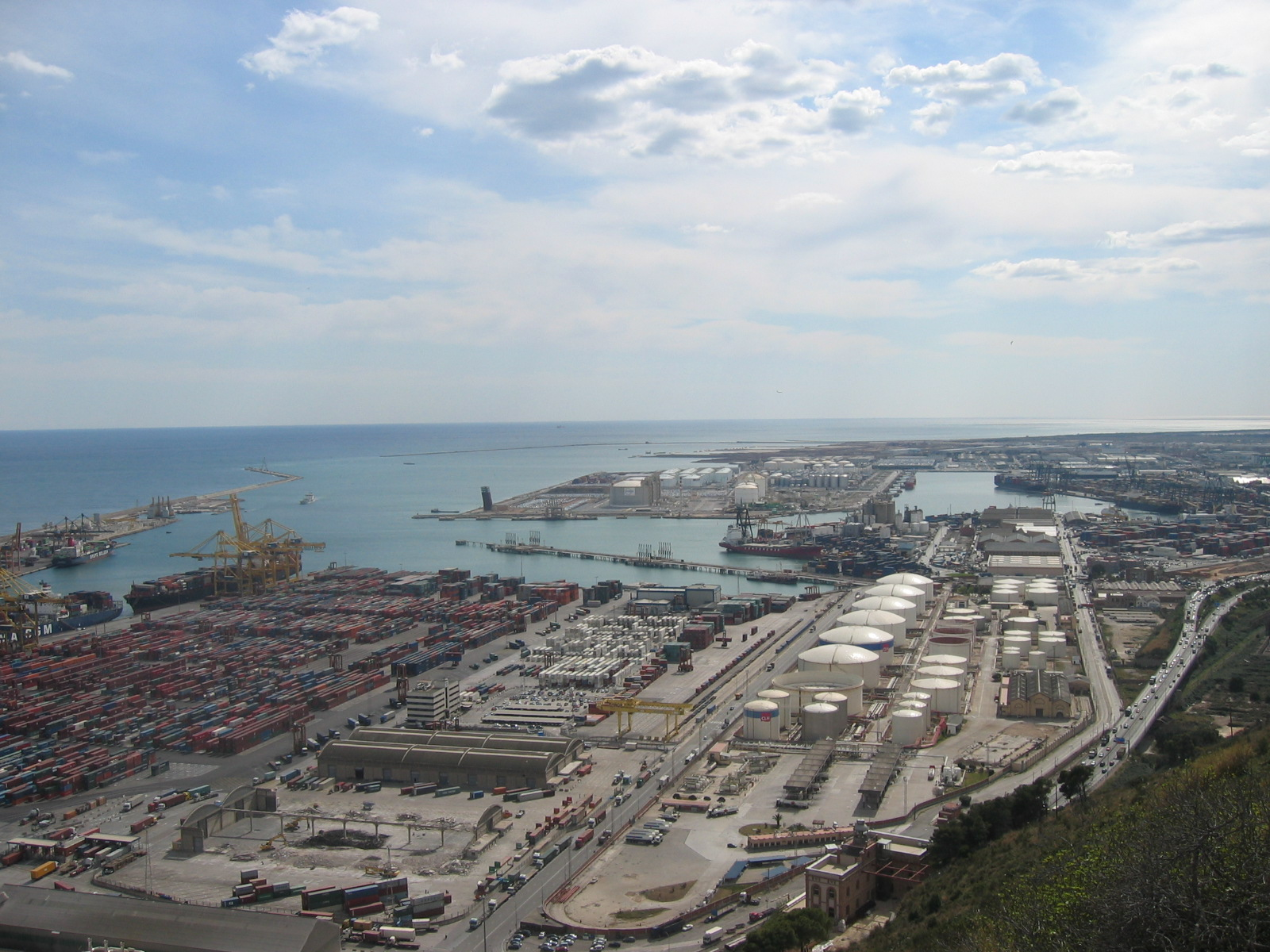
Barcelonas frihamn ligger i direkt anslutning till Zona Franca, stadens frihandelsområde.

### Ekonomisk översikt
Barcelonas ekonomi har historiskt sett baserats på tillverkning och handel. Sedan medeltiden har varor tillverkats för export från stadens hamn. Under 1800-talet etablerade sig Barcelona som en industristad. Marknaden var från början inhemsk då industrierna inte klarade av att konkurrera med de nordeuropeiska. Under andra halvan av 1900-talet påbörjade Barcelona en utflyttning av industrierna till speciella industriområden – främst Zona Franca. Idag är tillverkningsindustrin fortfarande stor med bland annat fordonstillverkning för Nissan och SEAT-VW, vidare finns kemikalieindustri, läkemedelsindustri, elektronikproducenter, bokförlag, vinproduktion med mera. Det totala värdet av exporten från stadens tillverkningsindustri uppgick år 2010 till 38 miljarder euro, och Barcelona stod det året för 19,7 procent av Spaniens totala export.
Staden har liksom övriga västvärlden sett en utflyttning av tillverkningsindustrin till låglöneländer vilket har föranlett en satsning på turistsektorn. Bland annat har anpassningen av hamnen för kryssningsfartyg medfört att Barcelona intagit en topplacering i Medelhavet vad gäller kryssningsturister. Vidare har staden satsat på kongresser, konferenser och mässverksamhet, med bland annat en ambitiös utbyggnad av Barcelonas mässområde där utställningsytan har tredubblas från 115 000 till 355 000 m². Idag står servicesektorn för 80 procent av sysselsättningen, främst märks tjänster inom näringsliv, turism, forskning, publicitet och IT-industri. Efter att staden och storstadsområdet genomgått en omfattande industridöd under 1970- och 1980-talet har stora ansträngningar gjorts för att vända den negativa trenden, bland annat har stora summor satsats på att locka till sig logistikverksamhet genom utbyggnad av hamn och flygplats samt satsningar inom infrastruktur.

### Sysselsättning
I Barcelonas storstadsområde fanns år 2010 drygt 2,3 miljoner sysselsatta fördelat på 453 485 företag. Merparten utgjordes av 189 271 små eller medelstora företag med upp till 200 anställda. Antalet storföretag med mer än 200 anställda uppgick till 957 stycken, medan resterande var företag utan anställda.
| Sektor     | % Totala antalet sysselsatta |
| ---------- | ---------------------------- |
| Jordbruk   | 0,1%                         |
| Industri   | 16,4%                        |
| Byggsektor | 5,4%                         |
| Service    | 78,1%                        |

### Turism
Enligt Euromonitor International var Barcelona år 2007 Europas fjärde mest besökta stad avseende internationella turister med 5 miljoner utländska besökare. Vid 2011 års sammanställning hade antalet utländska besökare ökat till över 5,6 miljoner vilket placerar Barcelona som Europas fjärde mest besökta stad strax efter Rom. Det totala årsantalet turister uppgick enligt Barcelonas turistmyndighet till 7,4 miljoner.
I takt med att det blivit allt billigare med flygresor har antalet turister i Barcelona mångdubblats. Stadens flygplats har sett den internationella flygtrafiken öka från drygt 3,5 miljoner resenärer år 1990 till drygt 22 miljoner resenärer år 2011, och under samma period har antalet semestrande turister i staden ökat från mindre än 400 000 till över 3,7 miljoner. Barcelonas främsta turistattraktion är den ofullbordade basilikan Sagrada Família med 3,2 miljoner besökare 2011. Under 00-talet har helgturismen ökat markant efter att Barcelona uppmärksammats i flera tidskrifter, bland annat i National Geographic som inkluderat staden i sin lista över världens tio främsta resmål.

### Kommunikationer

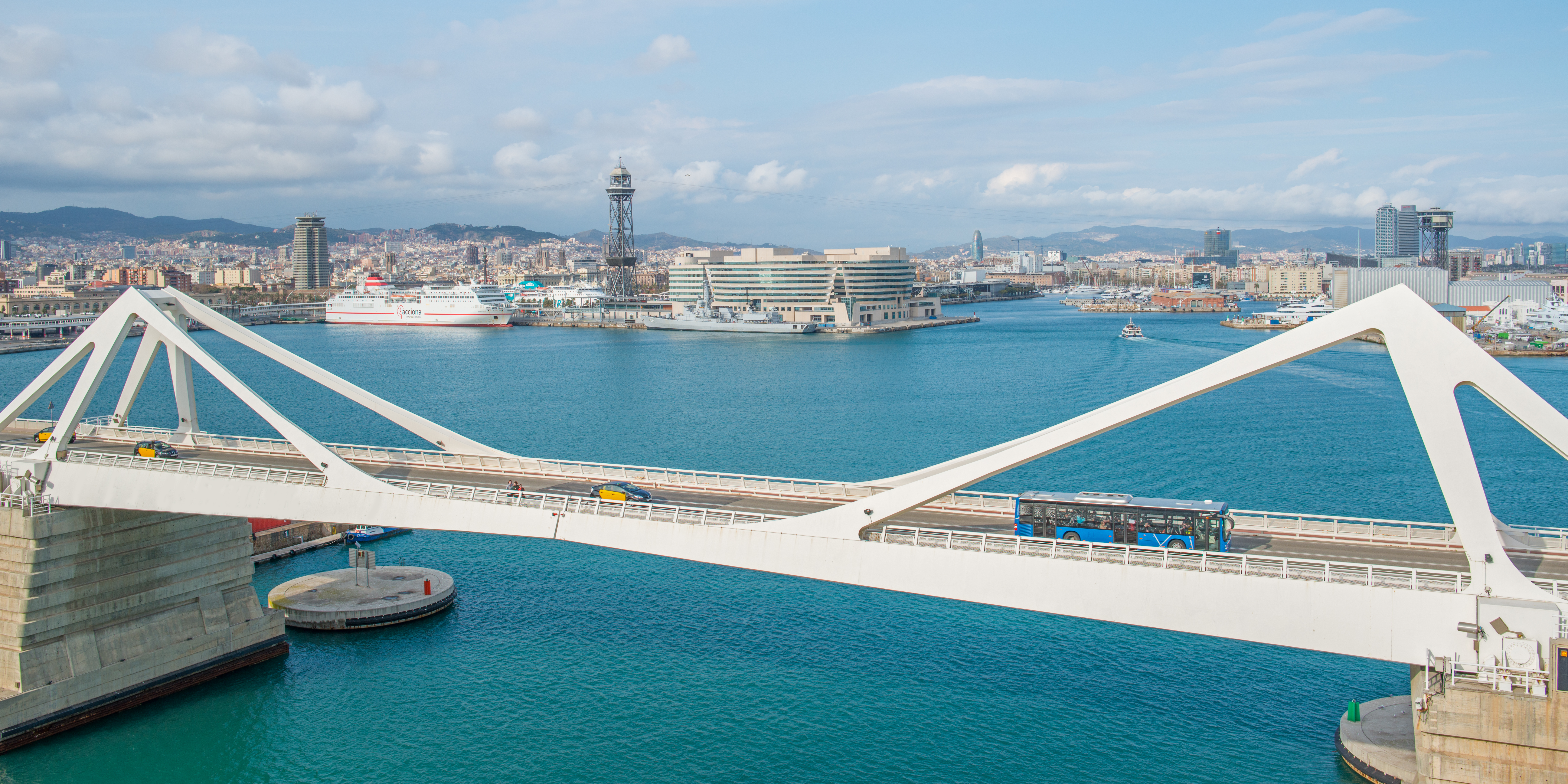
Barcelonas hamn, februari 2013.

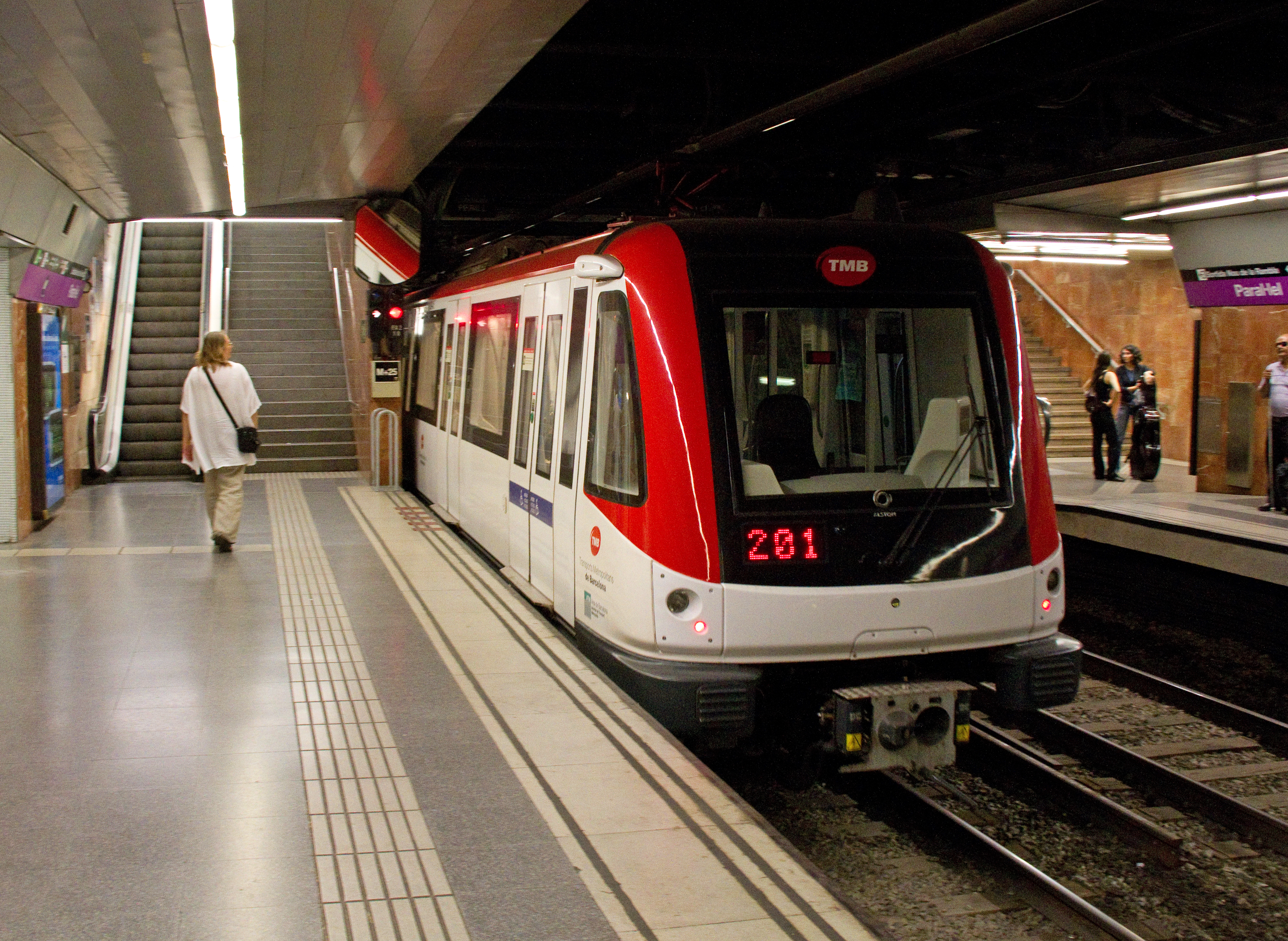
Barcelonas tunnelbana.

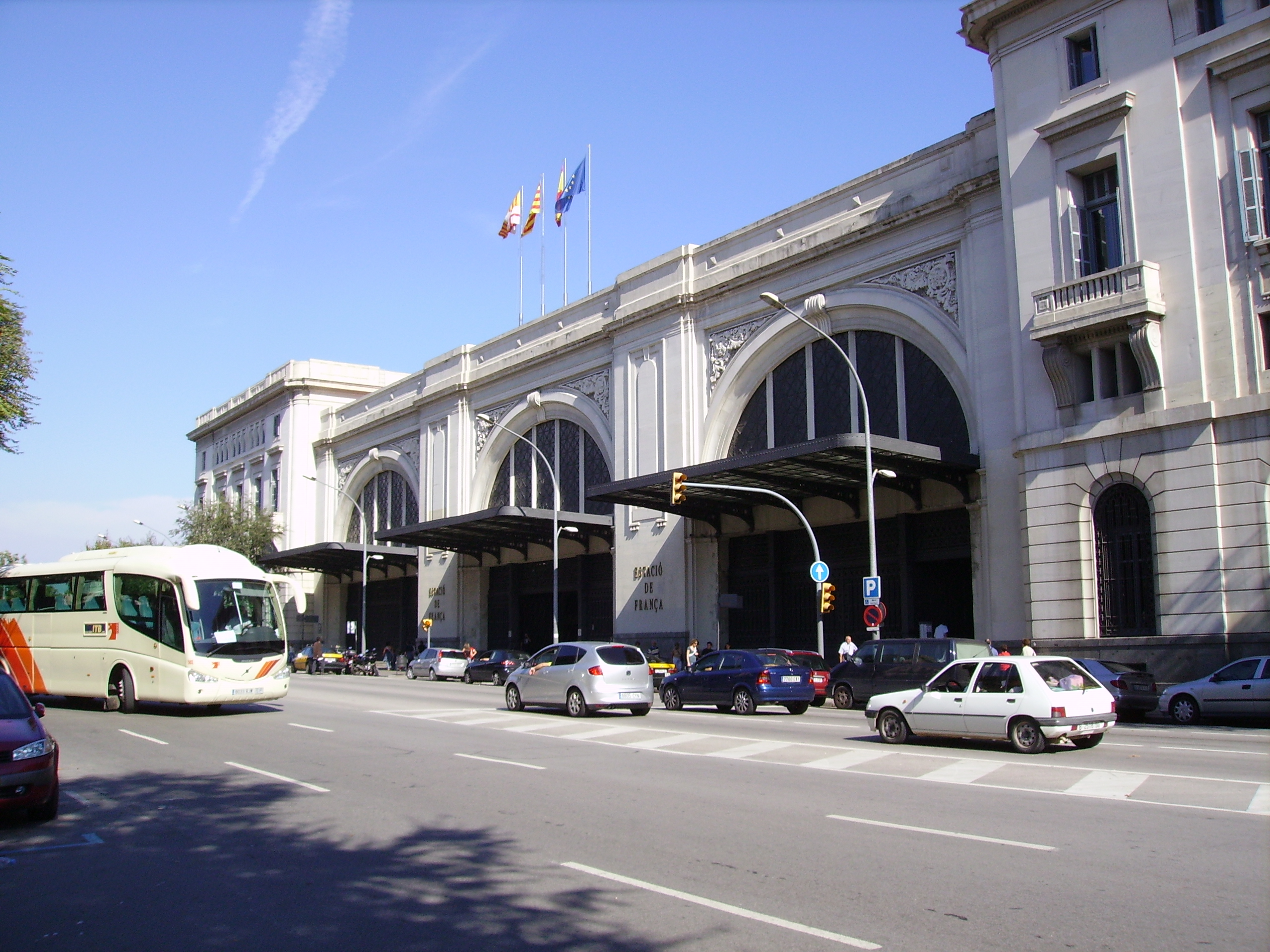
Estació de França – "franska järnvägsstationen".

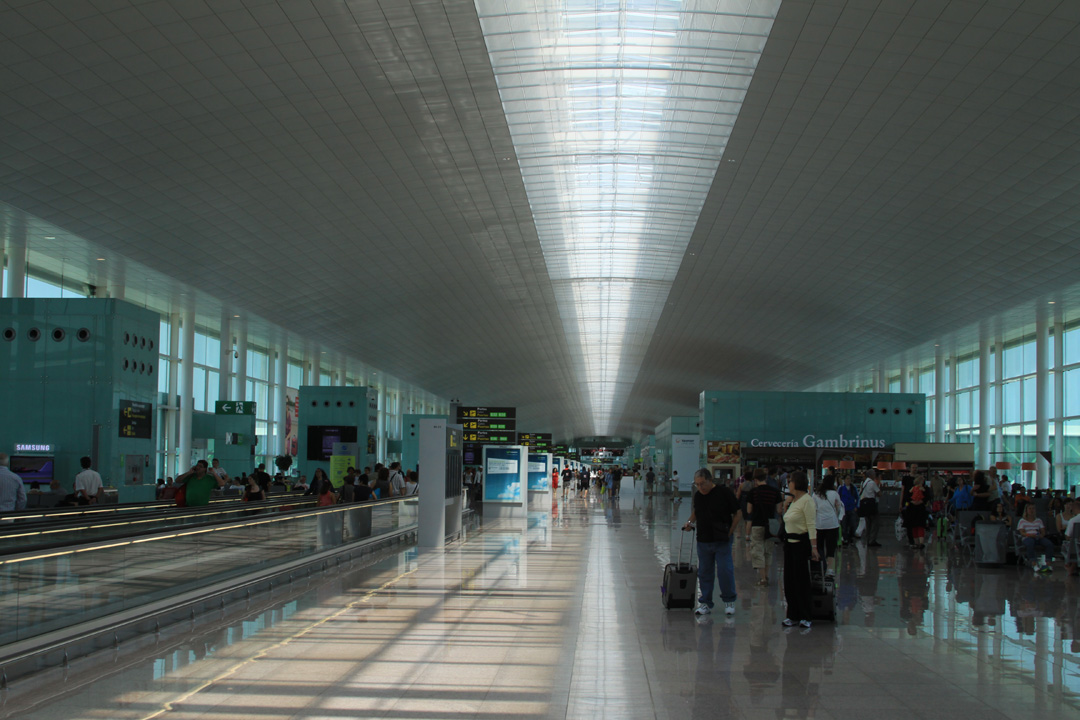
Interiör från Barcelonas flygplats-terminal 1.

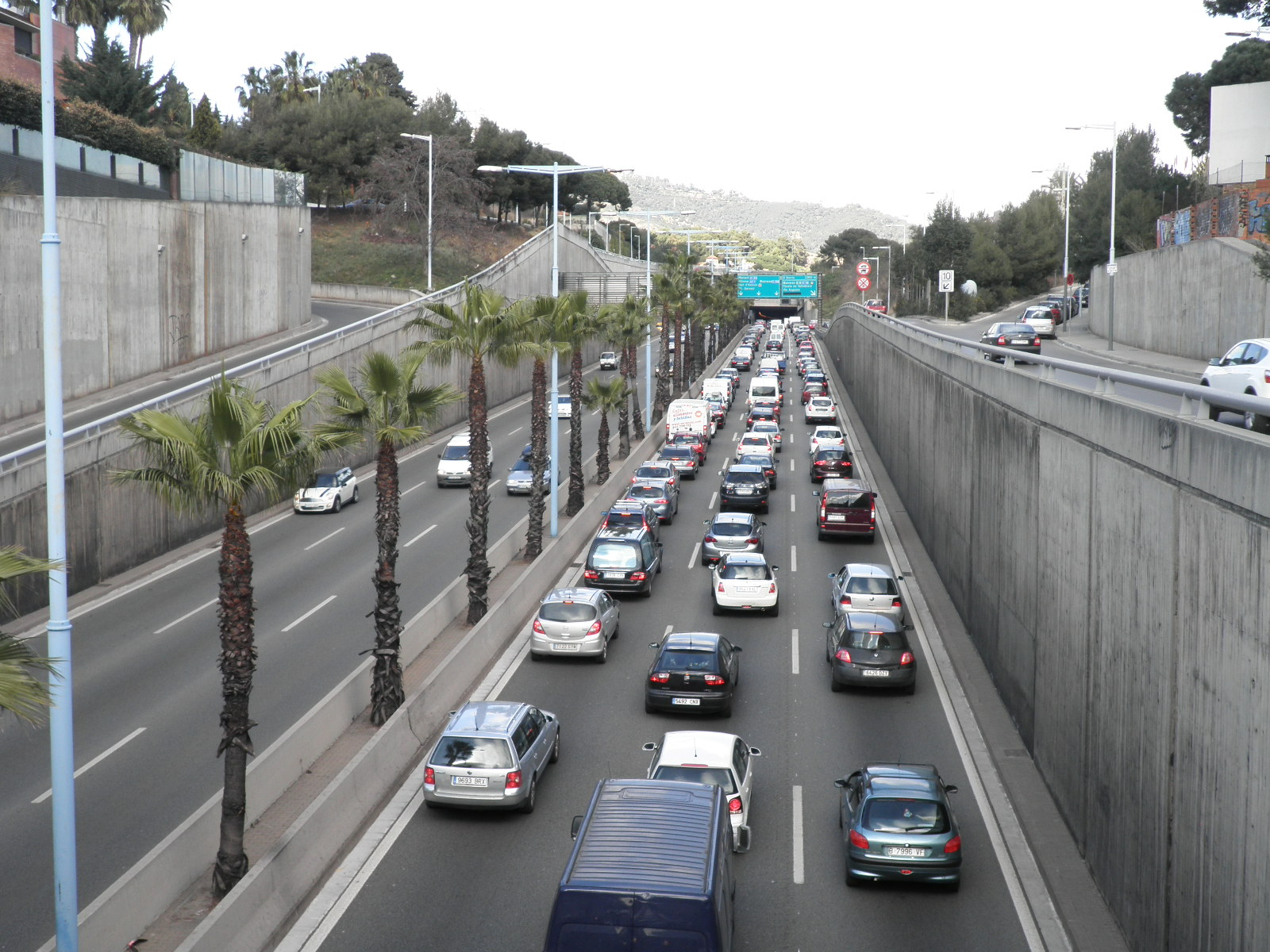
Ringleden Ronda de Dalt.

Barcelona är en av de största knutpunkterna för transporter av människor och gods på den Iberiska halvön, staden har en betydande internationell trafik av färjor, fartyg, flygtransporter, lastbilstransporter och personbilstransporter. I framtiden förväntas även den internationella järnvägstrafiken ta fart med direkta järnvägsförbindelser till en rad franska, italienska, schweiziska och tyska storstäder när höghastighetsjärnvägen mellan Barcelona och den franska gränsen färdigställts. I Barcelona och storstadsområdet är kollektivtrafiken omfattande med pendeltåg, förortsbanor, tunnelbana, spårvagnar, bussar och bergbanor. Hela systemet är integrerat under gemensam taxa och organiseras av Barcelonas transportmyndighet Autoritat del Transport Metropolità.

#### Pendeltåg
Barcelonas pendeltåg kallas för Rodalies (katalanska för pendeltåg). Nätet består av ett tiotal linjer varav en inte passerar genom själva staden. Ett tiotal pendeltågsstationer betjänar själva Barcelona, tågen går i tunnlar under marken och de flesta stationerna är underjordiska.

#### Tunnelbana
Barcelona har ett stort tunnelbanenät bestående av 11 linjer. Stora knutpunkter är Plaça Espanya, Plaça Catalunya och La Sagrera. En ny linje (den drygt 50 kilometer långa linjen 9-10) byggs sedan 2002 och har öppnats på två delsträckor. Barcelonas tunnelbana drivs av två olika operatörer, Transports Metropolitans de Barcelona och Ferrocarrils de la Generalitat de Catalunya.

#### Spårvagn
Barcelona har två mindre nät av moderna spårvagnar, Trambaix i sydväst och Trambesós i nordöst. En av stadens historiska spårvagnslinjer finns även kvar; Tramvia blau – den blå spårvagnen – är den sista kvarvarande linjen sedan det ursprungliga nätet avvecklades 1972.
Under 2020-talet pågår arbeten med syfte att binda samman de båda spårvagnslinjerna.

#### Bergbana
Det finns tre bergbanor i Barcelona. Funicular de Montjuïc som går mellan Barcelonas tunnelbana och upp på berget Montjuïc. Funicular de Vallvidrera som går mellan Barcelonas förortståg Metro del Vallès och samhället Vallvidrera i Collserollabergen. Den tredje bergbanan är Funicular del Tibidabo. Den transporterar människor mellan Tranvia Blau och Tibidabo. De två förstnämnda bergbanorna är integrerade med Barcelonas kollektivtrafik, medan den sistnämnda drivs som turistattraktion.

#### Buss
Busstrafiken i Barcelona är omfattande. Det finns ett drygt hundratal linjer bara i Barcelona stad och ytterligare ett hundratal linjer mellan Barcelona och förorterna. I hela Barcelonaregionen uppgår antalet linjer till över 700, och årligen görs det omkring 260 miljoner bussresor i storstadsområdet.

#### Järnvägar
Barcelona har två stora internationella järnvägsstationer, där den ena är Estació de Barcelona-Sants som är huvudstationen med linjer till hela Spanien samt Montpellier, Milano, Genève och Paris. Den andra är Estació de França, som var Barcelonas huvudstation fram till dess att Sants invigdes 1979.
En ny resecentral, Barcelona Sagrera, håller på att byggas i norra Barcelona för tåg och bussar, och den kommer troligtvis att innebära slutet för Estació de França som järnvägsstation. I februari 2008 öppnades Höghastighetsjärnvägen Madrid-Barcelona, som bland annat trafikeras av Renfes höghastighetståg AVE.

#### Flygplatser
Barcelonas huvudflygplats är Barcelona-El Prat (BCN eller LEBL) som ligger 12 kilometer väster om stadens centrum.
Barcelona har även två flygplatser för lågprisflyg. Den ena är Girona som ligger cirka 10 mil norr om Barcelona, den andra är Reus flygplats som ligger drygt 9 mil söder om staden.

#### Sjöfart
Barcelona har reguljära färjeförbindelser med Balearerna, Rom, Genua, Livorno och Tanger.
Under 2007 hanterade hamnen drygt 50 miljoner ton gods samt 2,9 miljoner passagerare varav 1,8 miljoner kryssningsresenärer. Hamnen genomgår en stor utbyggnad och beräknas att mer än fördubbla sin yta under perioden 2003–2015.

#### Vägar
Från Barcelona utgår ett flertal motorvägar som binder samman staden med förstäderna; en av dessa är C32 som när den öppnades 1969 mellan Barcelona och Mataró var Spaniens första motorväg.
Motorvägstrafiken genom Barcelona leds via två ringleder. Den ena går längs med havet och är skyltad Ronda Litoral (B10), den andra går längs med Collserolla-bergen och är skyltad Ronda de Dalt (B20).
Staden är även, via ett flertal motorvägar, ansluten till europaväg 15, i Spanien skyltad (AP-7). Mellan Barcelona och Madrid löper motorvägen A2.

## Demografi

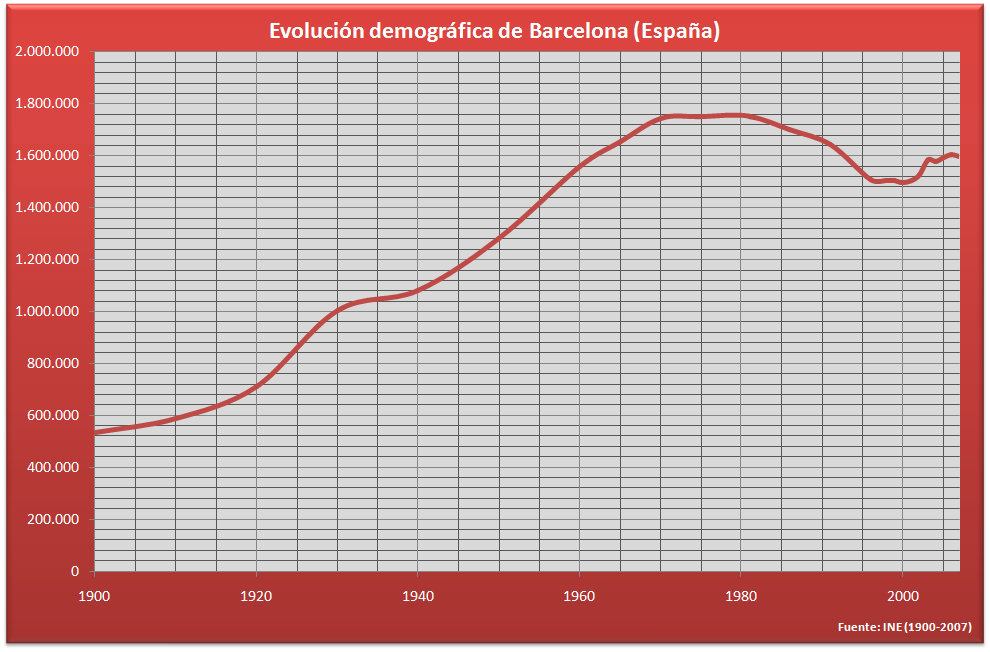
Demografisk utveckling 1900–2005, enligt det spanska institutet för nationell statistik.

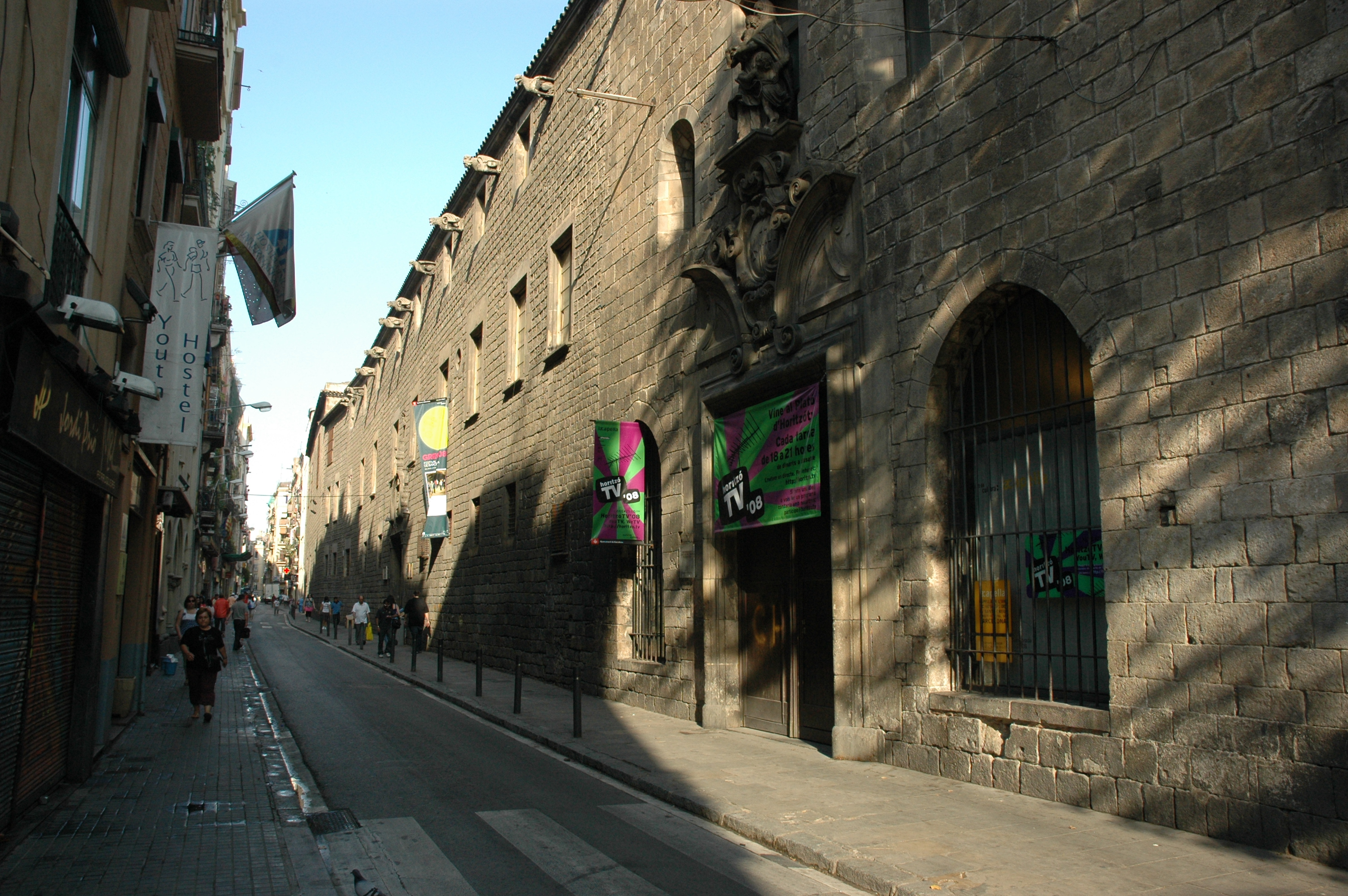
El Raval – förstaden – var länge Europas mest tätbefolkade stadsdel, och ännu 1960 räknade man in 105 122 invånare på den dryga kvadratkilometern som El Raval upptar.

Barcelona hade januari 2005 1 593 075 invånare. Av dessa var 230 942 invånare inflyttade utlänningar, främst från Sydamerika (99 482) och Europa (52 835). Många har även invandrat från Asien (36 810). Den afrikanska invandringen uppgick till 20 818 personer, varav de flesta från Nordafrika. Från Nord- och Centralamerika har 20 715 personer invandrat. Befolkningstätheten uppgick till 15 718 personer per km². Högst befolkningstäthet återfinns i distriktet Eixample med 35 586 invånare per km².
Under 1950- och 1960-talen skedde en stor arbetskraftsinvandring som följdes av en utflyttning till förstäderna på 1980- och 1990-talen. På grund av mycket stora prisökningar på bostäder inne i Barcelona valde många att bosätta sig i förortsområdena.
Förväntad livslängd år 2006 var 76,4 år för män och 83,1 år för kvinnor.

### Invånarutveckling
Nedan presenteras befolkningsutvecklingen i kommunen Barcelona, exklusive randkommunerna.
| År   | Antal invånare |
| 1860 | 189 948        |
| 1900 | 533 000        |
| 1940 | 1 081 175      |
| 1981 | 1 754 900      |
| 2001 | 1 503 884      |

### Befolkningstäthet
Barcelona är vid sidan av Paris Europas mest tätbefolkade miljonstad, där nära två tredjedelar av stadens invånare lever på mindre än en tredjedel av kommunens totala yta. Av stadens drygt 1,6 miljoner invånare bor över en miljon människor i områden där befolkningstätheten överstiger 30 000 invånare per kvadratkilometer.
Den ur ett europeiskt perspektiv extrema befolkningstätheten har främst en historisk bakgrund men beror även på stadens geografiska läge mellan hav och berg. Barcelonas höga befolkningstäthet uppkom i samband med industrialismens intåg i staden i början av 1800-talet. Redan i mitten av 1800-talet bodde uppemot 200 000 människor innanför Barcelonas stadsmurar, ett område mindre än fyra kvadratkilometer.
För en utomstående kan staden upplevas som mycket intensiv med konstant oväsen från alla motorfordon som cirkulerar i staden; dock är andelen bilägare i Barcelona låg med omkring (siffran pendlar upp och ner från år till år) 370 bilar per 1 000 invånare eller motsvarande knappt 600 000 bilar (597 618 år 2010 exempelvis). Till detta tillkommer drygt 300 000 mopeder och motorcyklar.
Den höga befolkningstätheten ses ändå alltjämt som en förutsättning för en levande stadsbild. Nyare bostadsområden där man avsiktligt byggt färre bostäder på en större yta, exempelvis Olympiabyn, brukar beskrivas som stora misslyckanden där stadsbilden präglas av öde gator med få butiker.

### Stad och storstadsområde
Staden – Ciutat de Barcelona – har samma administrativa gräns som kommunen – Municipi de Barcelona. Invånarantalet uppgick till 1 638 103 invånare år 2009, på en yta av 102,2 km².
Storstadsområdet – Àrea metropolitana de Barcelona – har för länge sedan svällt utanför själva stadsgränsen och omfattar idag totalt 36 kommuner med ett invånarantal på 3 186 461 (år 2008). De folkrikaste förorterna är (i storleksordning) L'Hospitalet de Llobregat, Badalona, Santa Coloma de Gramenet, Cornellà de Llobregat, Sant Boi de Llobregat, Sant Cugat del Vallès, El Prat de Llobregat, Viladecans, Castelldefels och Cerdanyola del Vallès – alla med över 50 000 invånare. Området täcker en yta på 636 km².
Barcelonas storstadsregion – Àmbit metropolità de Barcelona – omfattar 164 kommuner. Invånarantalet uppgick år 2009 till 4 992 193 invånare, på en yta av 3 236 km².

### Utbildning

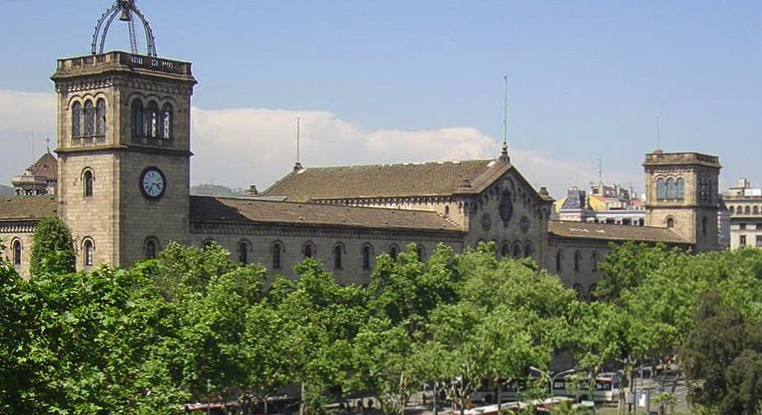
Huvudbyggnaden från 1882 för Universitat de Barcelona. Universitetet låg 1717–1842 i staden Cervera halvvägs mellan Barcelona och Lleida, dit det flyttades som en repressalie efter att katalanerna tillhört den förlorande sidan i spanska tronföljdskriget.

Barcelonas universitet samt tekniska universitet har campus även i förstäderna.
Universitet
- Universitat de Barcelona – Barcelonas universitet, grundat 1450.

- Universitat Politècnica de Catalunya – Barcelonas tekniska universitet.

- Universitat Autònoma de Barcelona – Universitet grundat 1968 som ligger 20 km norr om Barcelona.

- Universitat Pompeu Fabra – Nytt universitet grundat 1990.

- Toulouse Business School
- Universitat Oberta de Catalunya
- Universitat Ramon Llull
- Universitat Internacional de Catalunya

## Kultur och samhällsliv

### Massmedier
I Katalonien/Barcelona ges numera ut dagstidningar både på spanska och katalanska. De två största dagstidningarna med utgivning i regionen, La Vanguardia (grundad 1881) och El Periódico de Catalunya  (grundad 1978), fanns länge enbart i spanskspråkiga utgåvor. Sedan 1997 har El Periódico även en edition på katalanska, något som 2011 togs efter av La Vanguardia La Vanguardia har sedan 2011 återtagit rollen som regionens största dagstidning (cirka 200 000 ex mot 130 000 ex – räknat i daglig försäljning). Båda tidningarna säljer ungefär 50 % av upplagan i vardera språk. Därutöver finns mindre, enspråkigt katalanska dagstidningar – de största är El Punt Avui och Ara.

### Idrott
I Barcelona heter de två stora idrottsföreningarna FC Barcelona och RCD Espanyol.
FC Barcelona är framförallt förknippad med sitt fotbollslag som är ett av de mest framgångsrika i Europa. De spelar sina hemmamatcher på Camp Nou som är Europas största fotbollsarena. Klubbens handbollslag spelar i Liga ASOBAL och är ett av Europas främsta handbollslag. FC Barcelona har även lag i högsta divisionen i rullskridskohockey och basket.
RCD Espanyol har ett lag i La Liga och spelar sedan 2009 sina hemmamatcher på fyrstjärniga Cornellà-El Prat. Barcelona har två femstjärniga fotbollsarenor: Camp Nou och Estadi Olímpic Lluís Companys. Den senare, ursprungligen tänkt att användas till det alternativa Folkets Olympiad 1936, kom istället till nytta som huvudarena under Olympiska sommarspelen 1992.
Staden arrangerar årligen tennisturneringen Comte de Godó som under 1980-talet dominerades av svenskar, bland andra Mats Wilander med tre titlar samt grusspecialisten Kent Carlsson med två inteckningar. Staden står även som värd för Spaniens Grand Prix. Andra större sportevenemang som arrangerats i Barcelona inkluderar basket-EM vid två tillfällen, Världsmästerskapet i fotboll 1982, Europamästerskapen i simning samt Världsmästerskapen i simning. Barcelona har även stått som arrangör för Världsmästerskapen i friidrott inomhus och arrangerade Europamästerskapen i friidrott utomhus 2010.

## Arkitektur och stadsbild

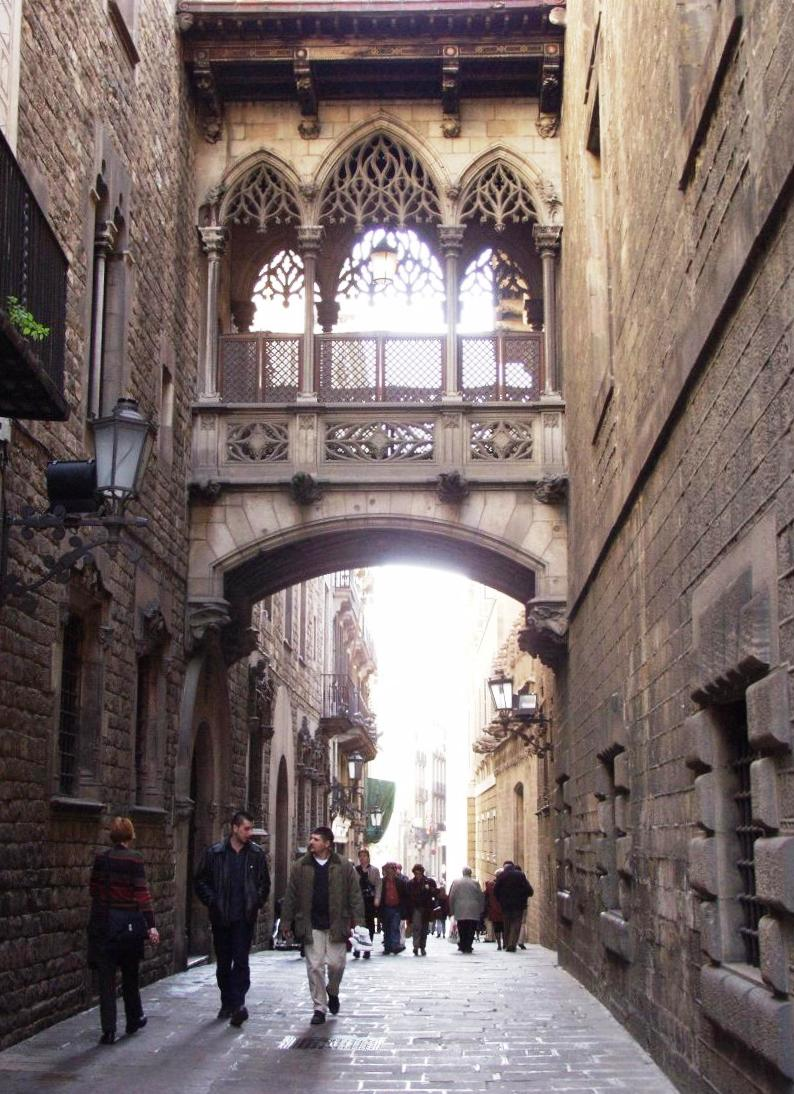
Casa dels Canonges (Domkyrkoprästernas hus från 1350) till vänster, Palau de la Generalitat (Regeringspalatset, 1403) till höger. Bron tillkom 1928.

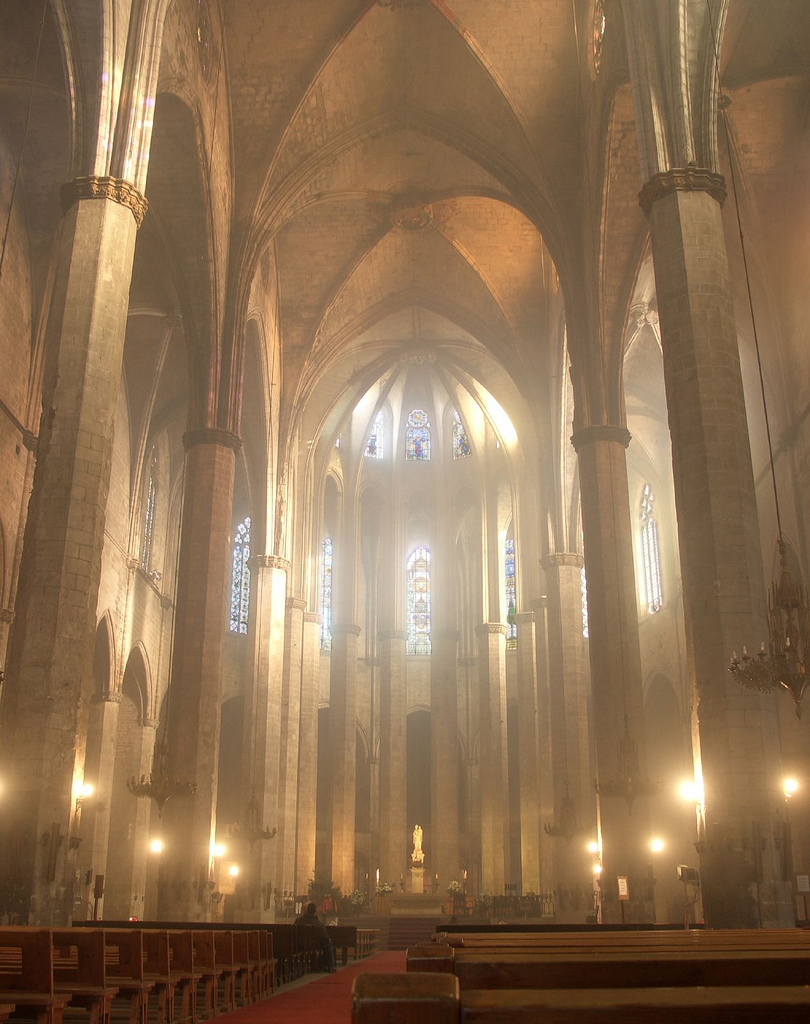
Santa Maria del Mar.

Barcelona har genom historien haft tre stora byggboomer. Dessa har var för sig kommit att sätta en stor prägel på dagens stadsbild.

### Ciutat Vella
Den första byggboomen, vilken främst pågick under 1300-talet, efterlämnade de flesta av de gotiska byggnader man idag kan beskåda i Ciutat Vella, Barcelonas gamla stadskärna. Dess yttre gräns utgörs idag av breda avenyer vilka tillkom när stadens befästningsverk muralles (1716–1718) revs i mitten av 1800-talet. Stadsbilden präglas av trånga och mörka gator kantade av byggnader uppförda under 1700-talet och 1800-talet, och rakt igenom Ciutat Vella sträcker sig de två gatorna La Rambla och Via Laietana.
Barcelona präglades fram till andra halvan av 1700-talet av låg bebyggelse, där husen med få undantag hade två eller tre våningar. När befolkningen från andra halvan av 1700-talet ökade byggdes de på med flera våningar. Detta skedde främst på grund av platsbrist men även som en följd av bourbonernas förbud mot bebyggelse utanför stadsmurarna. Om man vill bilda sig en uppfattning om hur de vanliga bostadshusen i Barcelona såg ut under 1300-talet, kan man bege sig till Carrer de les Basses de Sant Pere nr 4, där ett av få bevarade medeltida bostadshus står kvar. Något som överlevt sedan medeltiden (1200- och 1300-talet) är gatunamnen, vilka bär namn efter de skrån som bedrev verksamhet där till exempel Carrer de escudellers (Krukmakargatan) och Carrer de espaseria (Svärdssmedsgatan).
Dagens Ciutat Vella har, trots att det mesta byggts bort, ändå Europas kanske mest kompletta samling av medeltida byggnader. Kvar finns bland annat stadshuset (1372), regeringspalatset (1403), sjukhuset (1401), börshuset (1383), skeppsvarvet (1348), ett flertal palats och några hantverkarbostäder samt flera kyrkor och kloster, där nästan alla härrör från perioden sent 1200-tal fram till tidigt 1400-tal.
Urval av gotisk arkitektur:
Kyrkor
- Santa Eulàlia
- Santa Maria del Mar
- Santa Maria del Pi

Kloster
- Monestir de Santa Anna
- Monestir de Pedralbes

Offentliga byggnader
- Casa de la Ciutat
- Palau de la Generalitat
- Hospital de la Santa Creu
- Llotja de Mar
- Saló del Tinell

Privata palats
- Palau del Marqués de Llió
- Palau dels Gualbes
- Casa Clariana Padellas

Industri
- Drassanes Reials

### Eixample

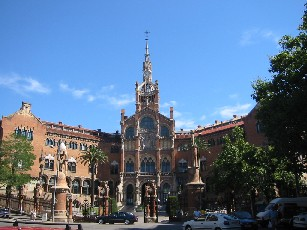
Hospital de Sant Pau.

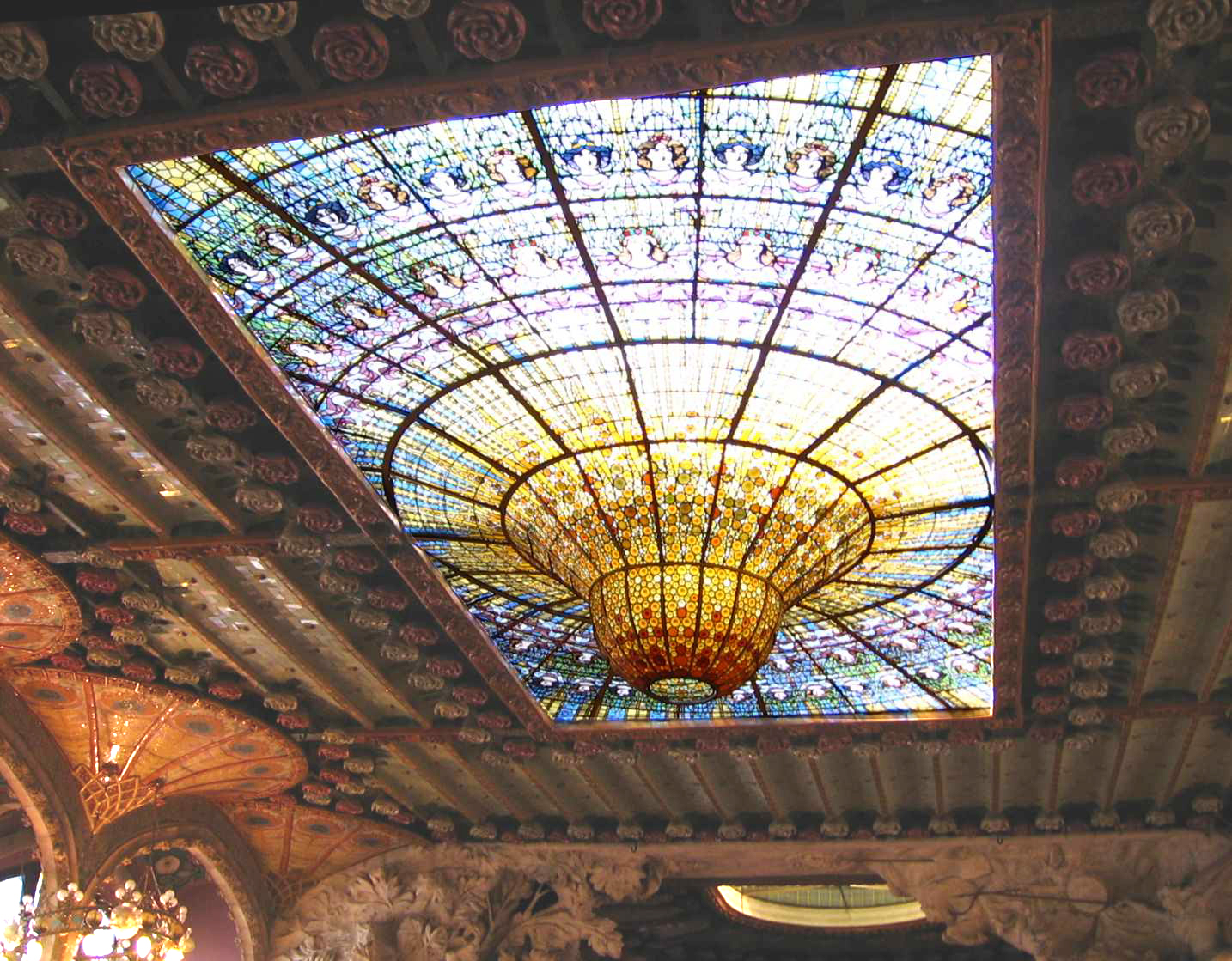
Typiskt för den katalanska modernisme-arkitekturen är bruket av blyinfattat glas, som här i Palau de la Música Catalana.

Den andra stora byggboomen i Barcelonas historia inleddes drygt 500 år efter den första. När muralles på 1860-talet rivits påbörjades bebyggandet av l’Eixample – Barcelonas utvidgning. L'Eixample som ritades av Ildefons Cerdà har formen av ett rutnät där alla kvarter är exakt lika stora och alla gator exakt lika breda, med ytterst få undantag. Detta är något som arkitekter förbannat ända sedan dess tillkomst och där de med olika medel försökt bryta monotonin. Dessa stilbrott märks kanske bäst vid Hospital de Sant Pau vars orientering helt bryter mot l'Eixample.
Den mest betydelsefulla arkitektoniska perioden var i samband med den katalanska modernismerörelsen. Från slutet av 1880-talet fram till början av 1910-talet uppfördes en mängd byggnader i den katalanska varianten av art nouveau som fått namnet modernisme. Den arkitekt som kom att bli mest känd för sina byggnader var Antoni Gaudí, och nästan alla av hans större byggnader är numera uppsatta på Unescos världsarvslista. Utöver Gaudí var även två andra betydelsefulla arkitekter verksamma under den här perioden, personer vars byggnader kanske i ännu högre grad påverkat Barcelonaborna. Den ene var Lluís Domènech i Montaner som ritade stadens första stora moderna sjukhus och den andre var Josep Puig i Cadafalch som var chefsarkitekt för Barcelonas världsutställning 1929.
Urval av modernisme-arkitektur:
Gaudí
- Casa Batlló
- Casa Milà
- Parc Güell
- Sagrada Família

Lluís Domènech i Montaner
- Hospital de Sant Pau
- Palau de la Música Catalana
- Casa Lleó Morera

Josep Puig i Cadafalch
- Casa Terrades
- Casa Amatller
- Fábrica Casarramona

### Dagens Barcelona

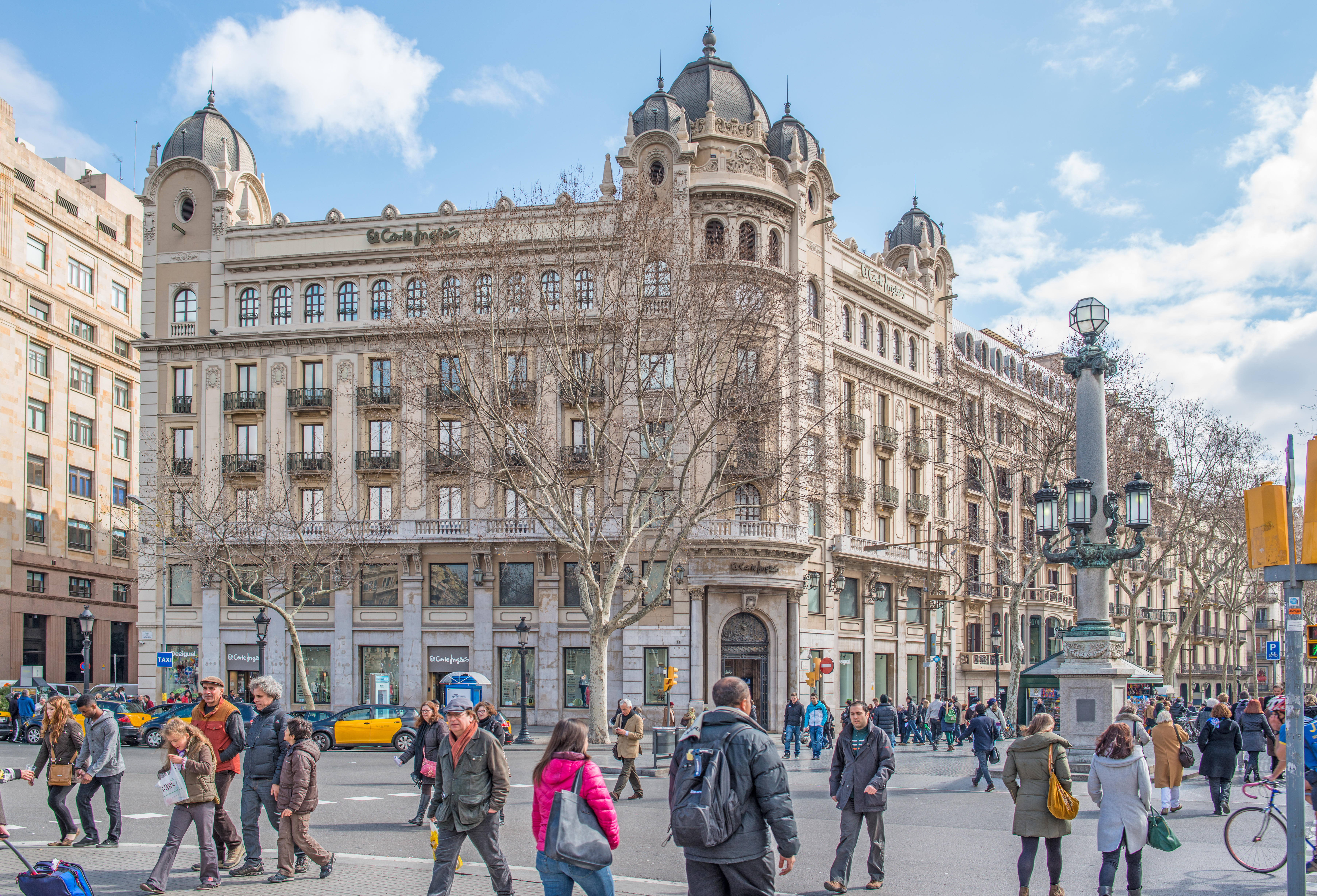
Ramblan – promenadgatan genom gamla stan – februari 2013.

När Barcelona utsågs till värdort för Olympiska sommarspelen 1992 inleddes en period av intensiv byggverksamhet som pågått in på 2000-talet. Den har inneburit stora förändringar för industristaden som fram till dess vänt sig bort från Medelhavet. Utöver mängder av restaureringar och hotellbyggen satsades det stort på stadens infrastruktur. Nya radiella motorvägar till alla större förstäder, en ringled runt Barcelona, liksom en utbyggnad av flygplatsen och en renovering av hamnen påbörjades, och till viss del genomfördes, inför spelen. Dessutom anlades en 4 kilometer lång strand längs den nya olympiabyn, vilken byggdes på mark där industrier tidigare legat i vägen för havet.
En omfattande byggverksamhet har fortsatt även efter spelen. Nya kulturinstitutioner, museer, teatrar, konserthus, parker, torg, tunnelbanelinjer, hotell samt en mängd nya affärscentra, har byggts för att förnya Barcelonas stadsbild som under Francoåren knappt förändrades alls. Den urbana förnyelsen som Barcelona genomgått och fortfarande genomgår har både hyllats som en förebild för andra städer att ta efter men har även kritiserats för att vara kommersiellt driven och sakna lokal förankring hos stadens invånare, vars möjligheter att påverka har varit begränsade.

### Sevärdheter
Sagrada Família
Sagrada Família är den av Antoni Gaudí år 1882 påbörjade basilikan som ännu är under konstruktion. Det mesta av de ursprungliga ritningarna försvann under spanska inbördeskriget varför man nu bygger efter gissningar, något som är kontroversiellt då många anser att Gaudís ursprungliga intentioner inte kan återskapas.
Museu Nacional d'Art de Catalunya
Kataloniens nationalmuseum som byggdes för världsutställningen 1929. Museet hyser en stor samling medeltida fresker från den katalanska landsbygden.
Picassomuseet
Museu Picasso som ligger i ett borgarhus från 1500-talet visar verk från Pablo Picassos tidiga år.
Casa Batlló
Casa Batlló är en tidigare privatbostad, ritad av Gaudí, som numera är öppen för besökare. Det är ett hus fyllt av innovativa idéer.
Font Màgica de Montjuïc
Font Màgica de Montjuïc är en fontän uppförd i samband med världsutställningen 1929.
Camp Nou
Camp Nou är FC Barcelonas hemmaarena i fotboll. Det är även den största fotbollsarenan i Europa med en kapacitet på 99 787 åskådare.
Museu d'Història de la Ciutat
Museet är byggt runt en arkeologisk utgrävning av den romerska staden Barcino. Det är en av de största arkeologiska utgrävningarna av en romersk stad i Europa.

### Museer
I Barcelona finns i dag ett 60-tal museer.

- Museu d'Història de la Ciutat (Stadsmuseum, romartid och medeltid)
- Museu d'Història de Catalunya (Museum om Kataloniens historia)
- Museu d'Art Contemporani de Barcelona (Samtida konst)
- CosmoCaixa Barcelona (Vetenskap)
- Museu d'Arqueologia de Catalunya (arkeologi)
- Museu Militar (Militärhistoria)
- Museu de Ciències Naturals (Naturhistoria, geologi, zoologi)
- Museu Etnològic (Etnologi)
- Museu de Ceràmica (Keramik)
- Museu Tèxtil i d'Indumentària  (Textil)
- Museu de les arts decoratives (Vardagskonst)
- Fundació A. Tapies (Konst av Antoni Tàpies)
- Fundació Joan Miró (Konst av Joan Miró)
- Museu Picasso (Konst av Picasso)
- Museu de la Música (Musikmuseum, stor instrumentsamling)
- Museu de Cera de Barcelona (Vaxkabinett)
- Museu Marítim de Barcelona (Sjöfart, sjöhistoria)
- Museu de l'Eròtica de Barcelona (Erotik)
- Museu Olímpic i de l'Esport (Olympiska spelen)
- Poble Espanyol (Spansk arkitektur)
- Museu de Camp Nou (FC Barcelonas egna museum)

## Bildgalleri

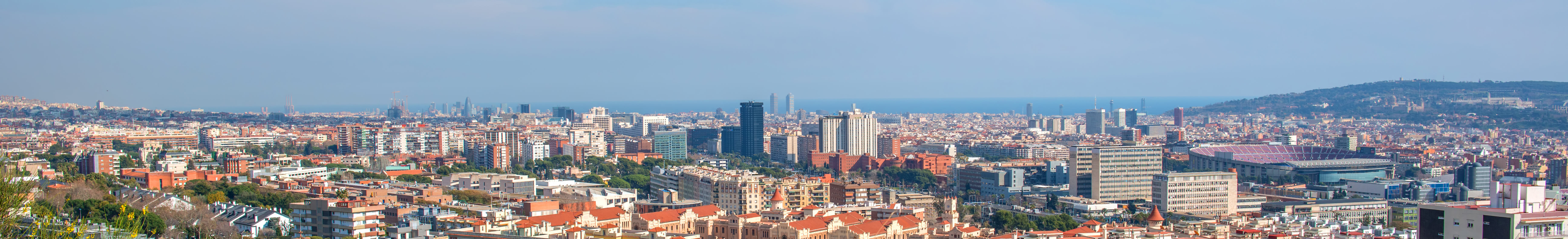
Barcelona februari 2013. Till vänster breder östra Barcelona ut sig, därefter Sagrada Família och det spolformade Torre Agbar. Till höger syns Camp Nou, och längst till höger höjer sig Montjuïc-berget.

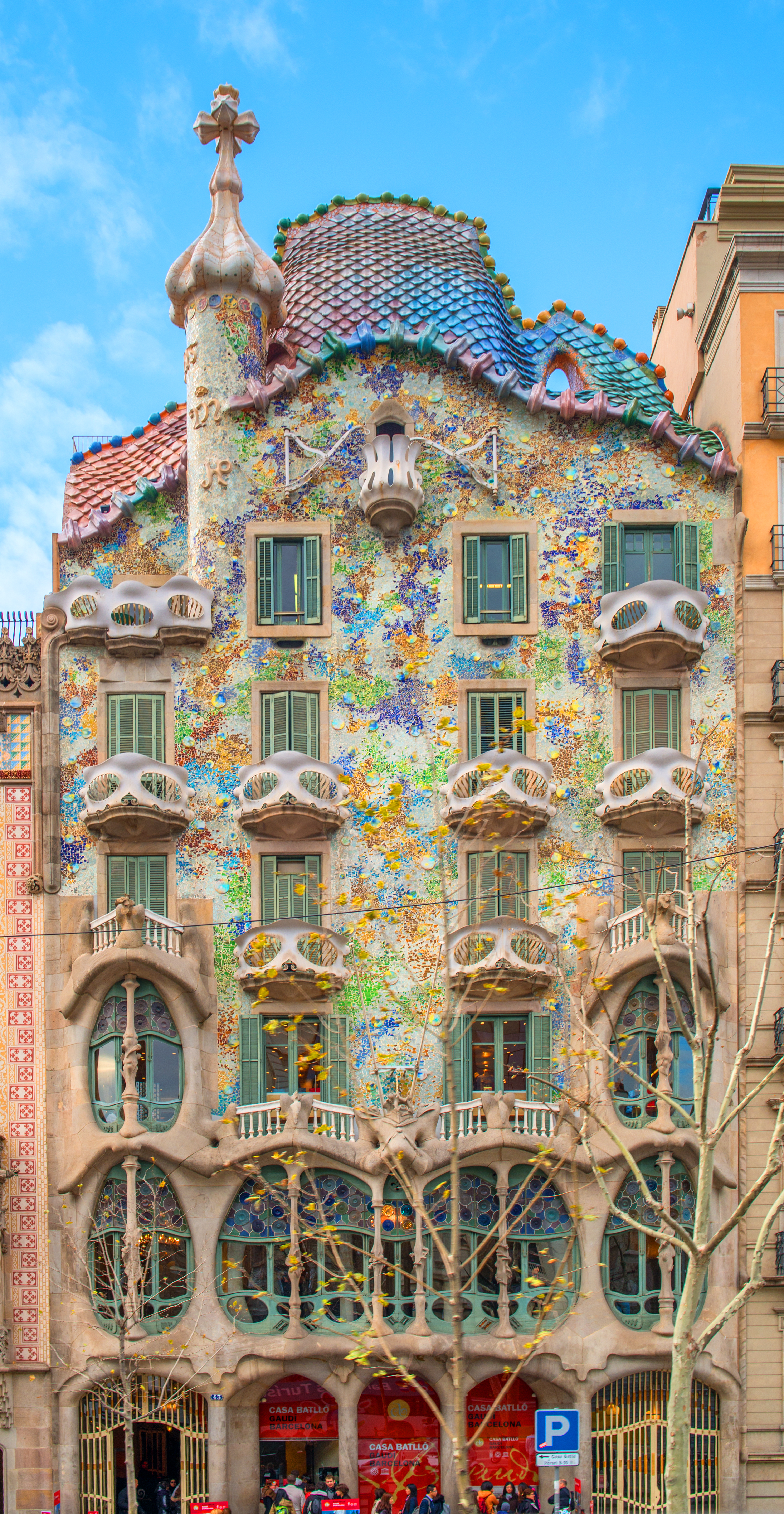
Casa Batlló. Ett modernisme-hus av Antoni Gaudí.
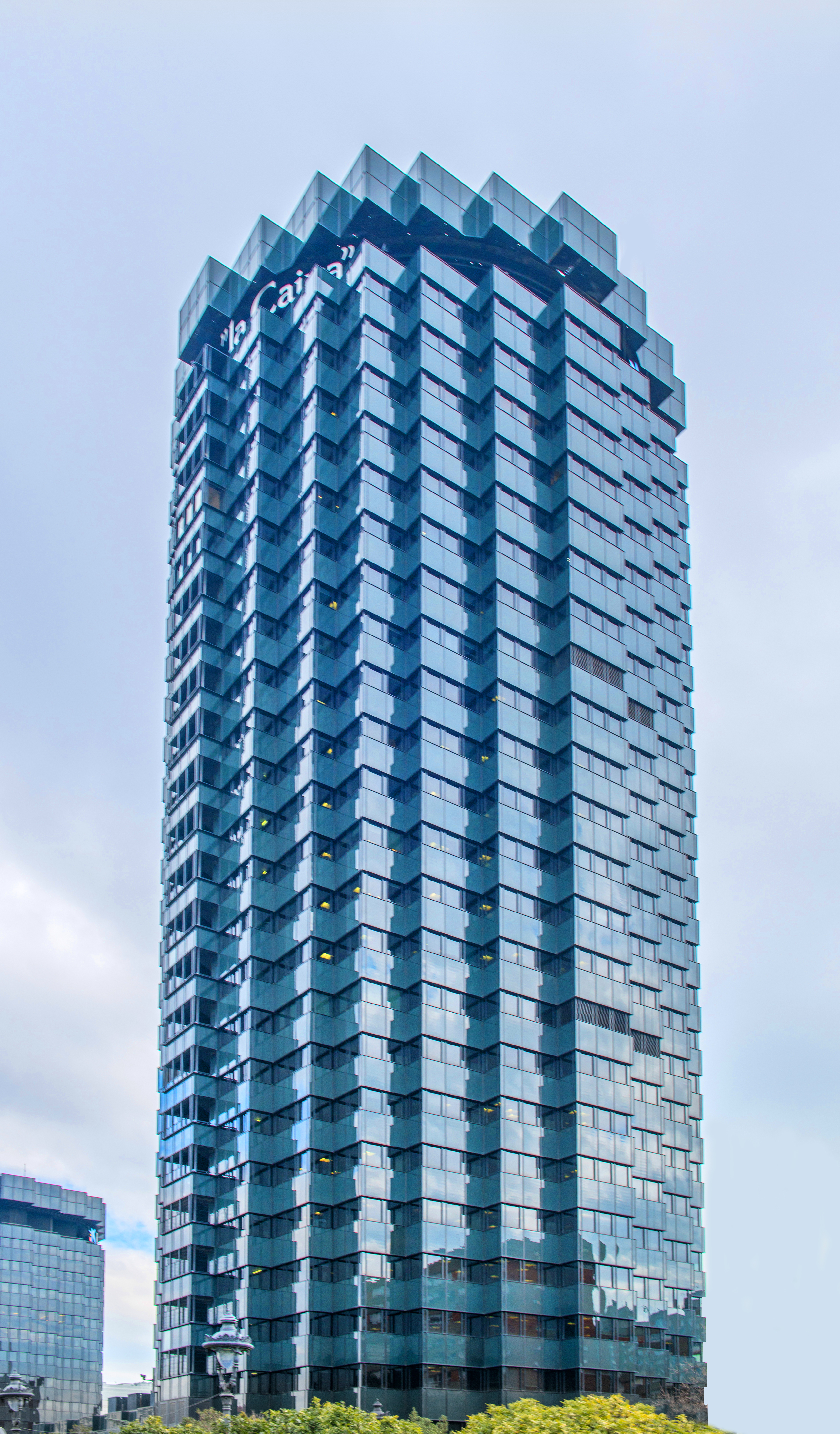
La Caixa, Europas största sparbankskoncern.
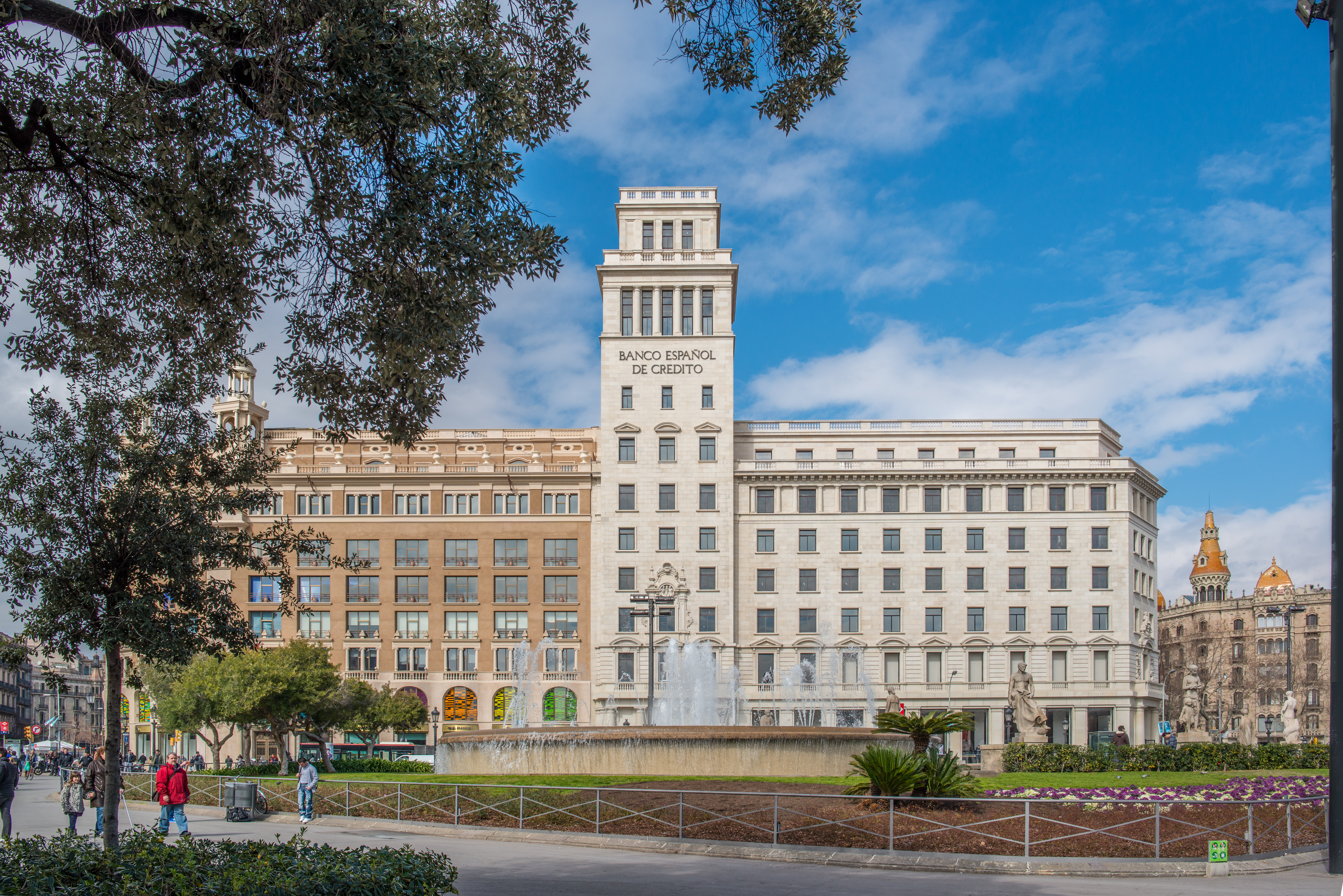
Banco Español de Crédito vid Plaça de Catalunya.
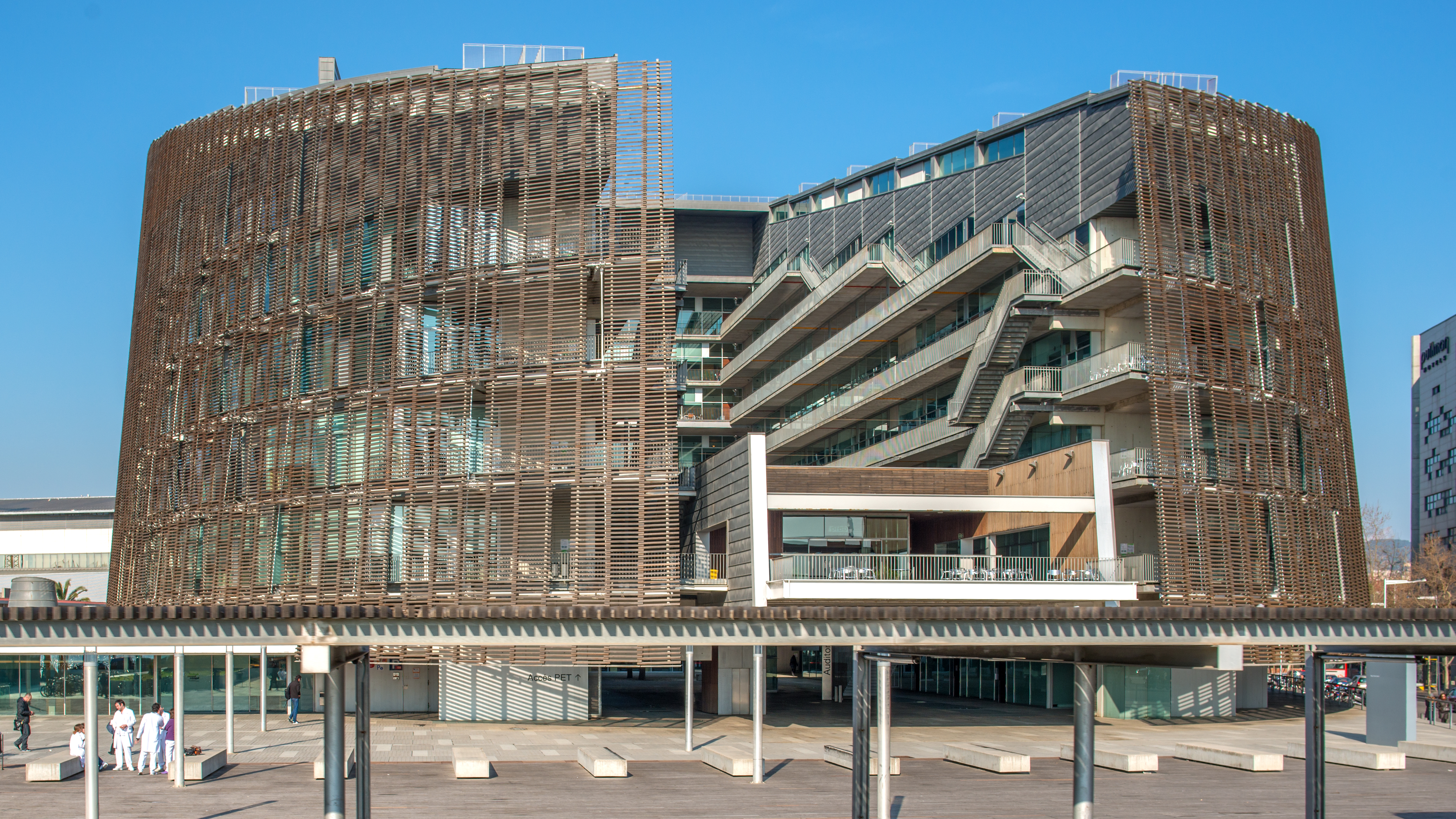
Parc de Recerca Biomedical. Barcelona 2013
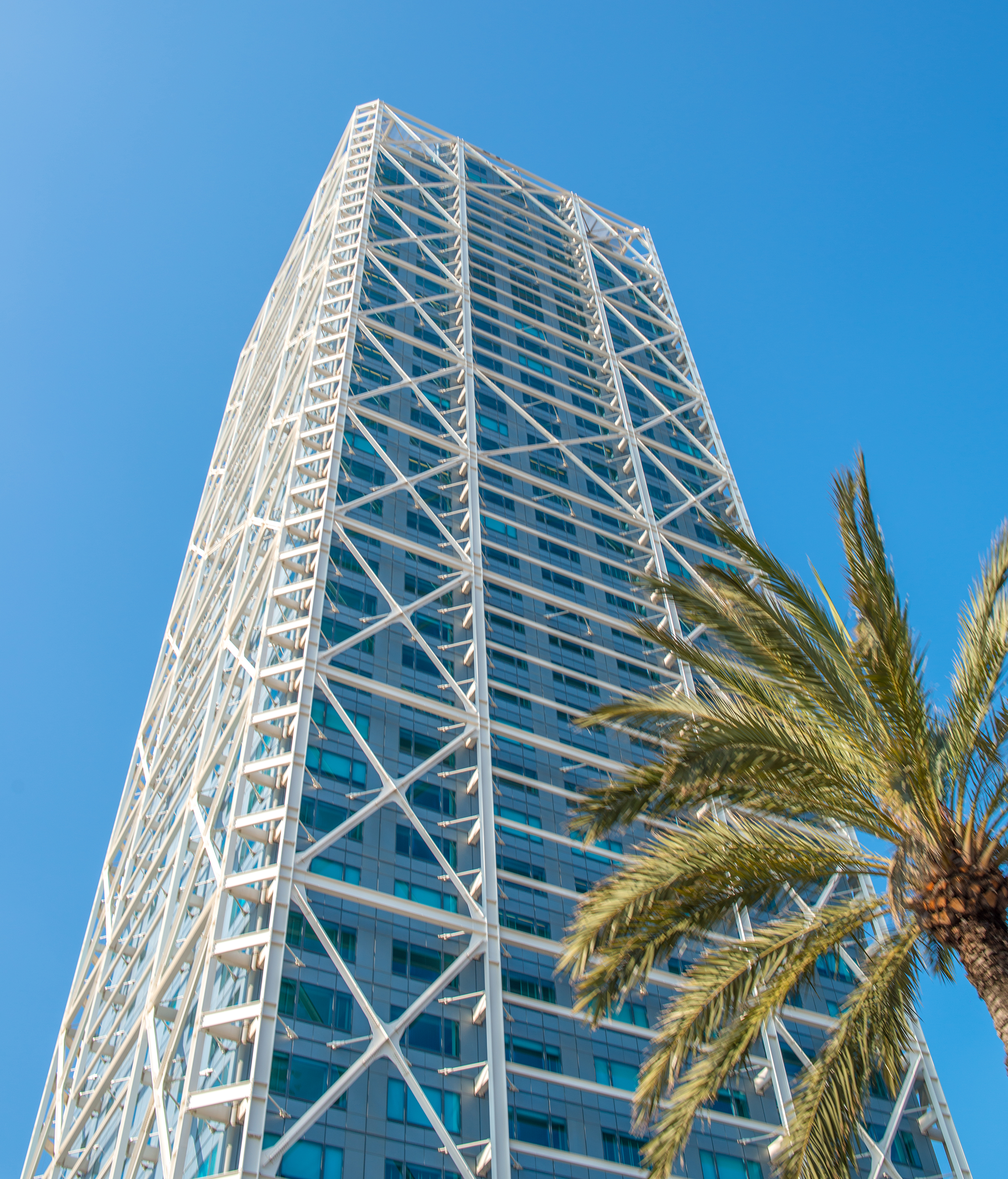
Hotel Arts Barcelona vid den östra stadsstranden av Skidmore, Owings and Merrill. En av skyskraporna på lista över Europas högsta byggnader.
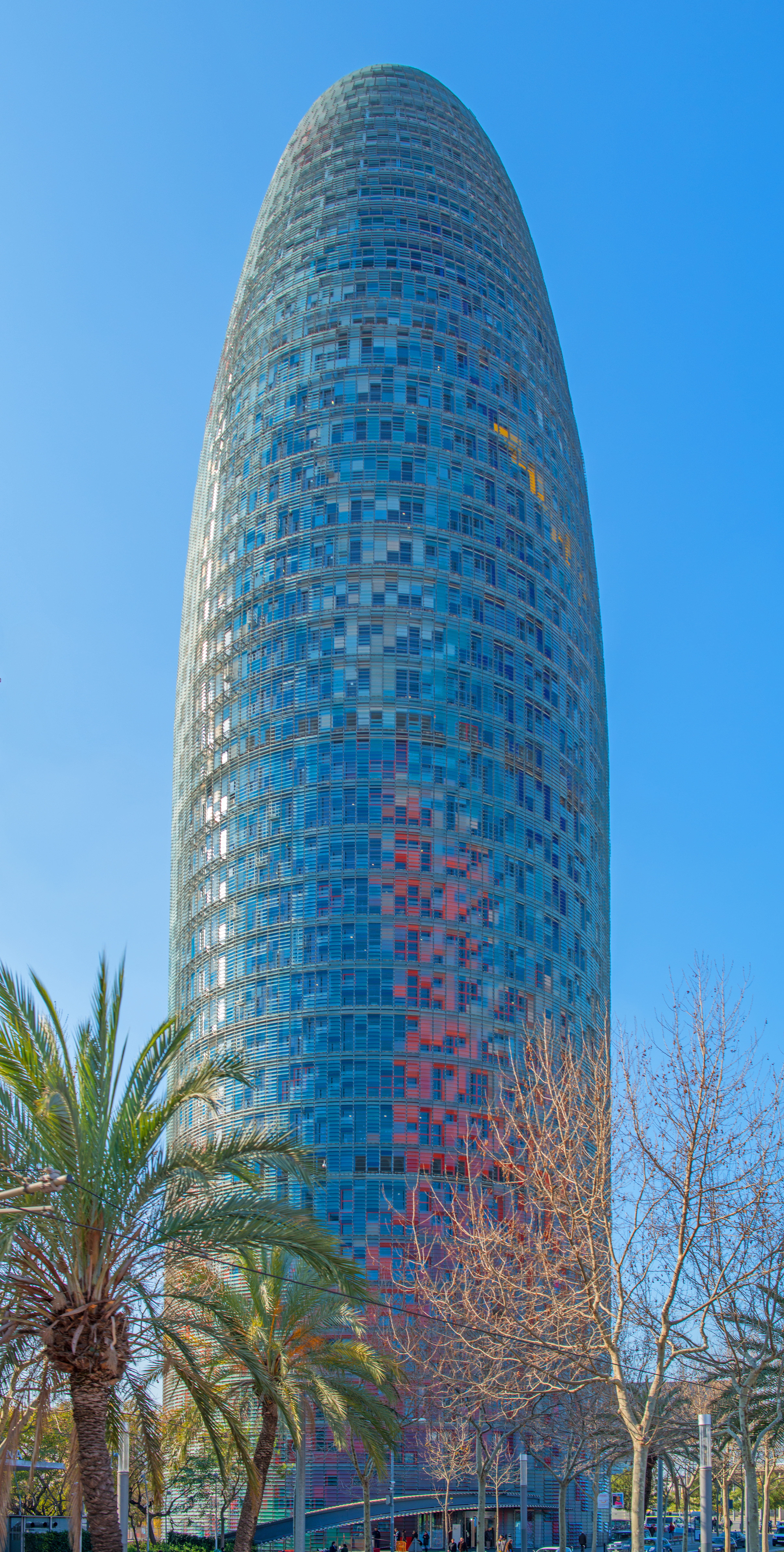
Torre Agbar av Jean Nouvel.
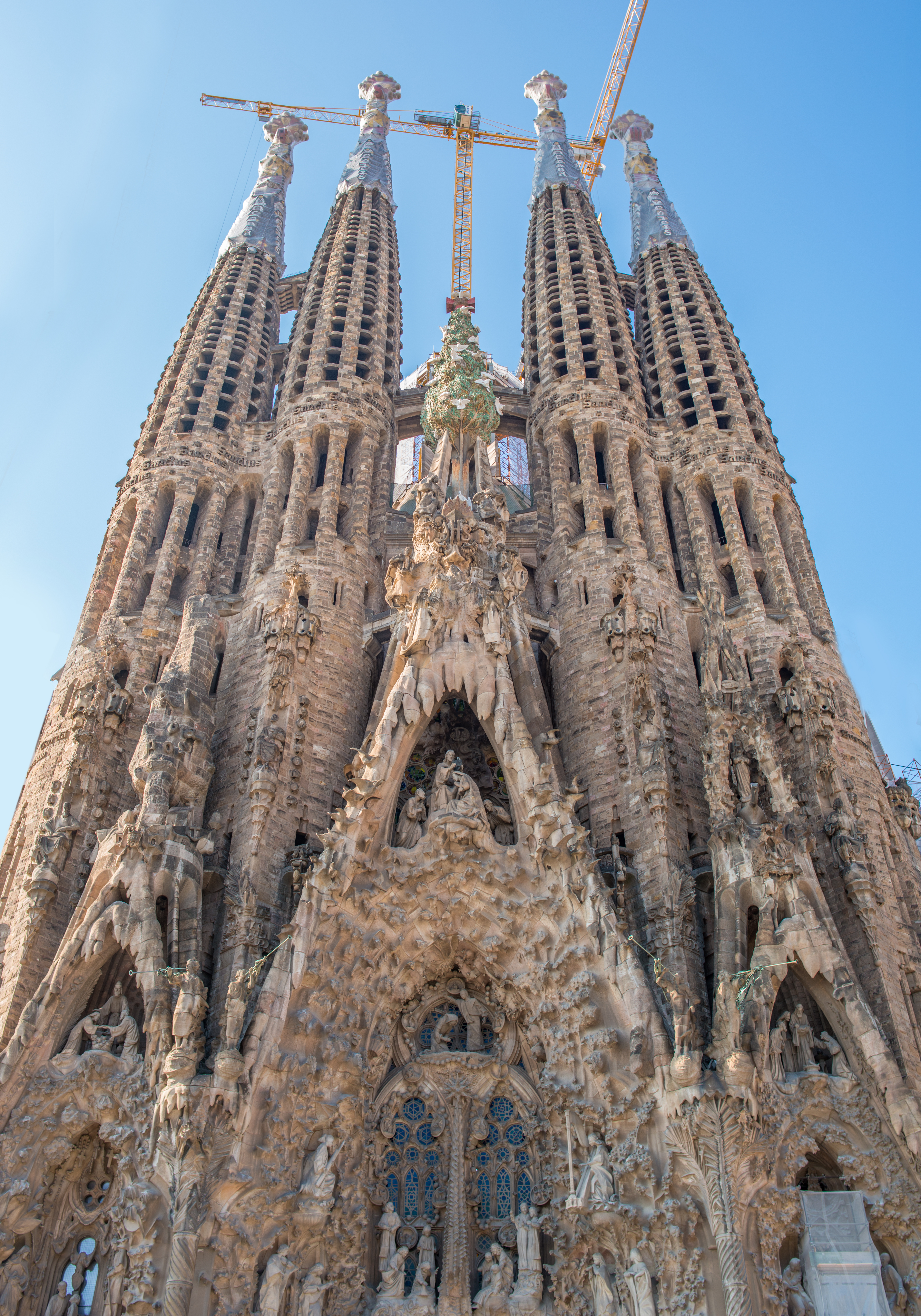
Sagrada Família.
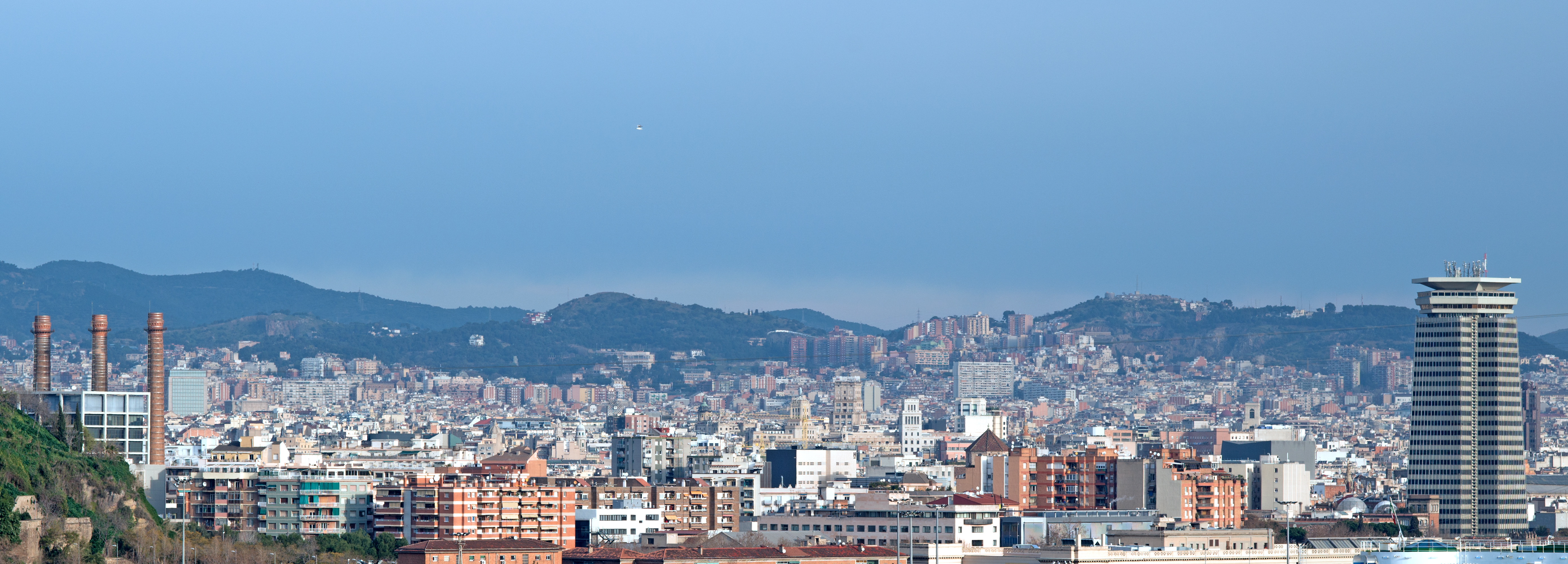
Vy från hamnen mot bergen i norr.
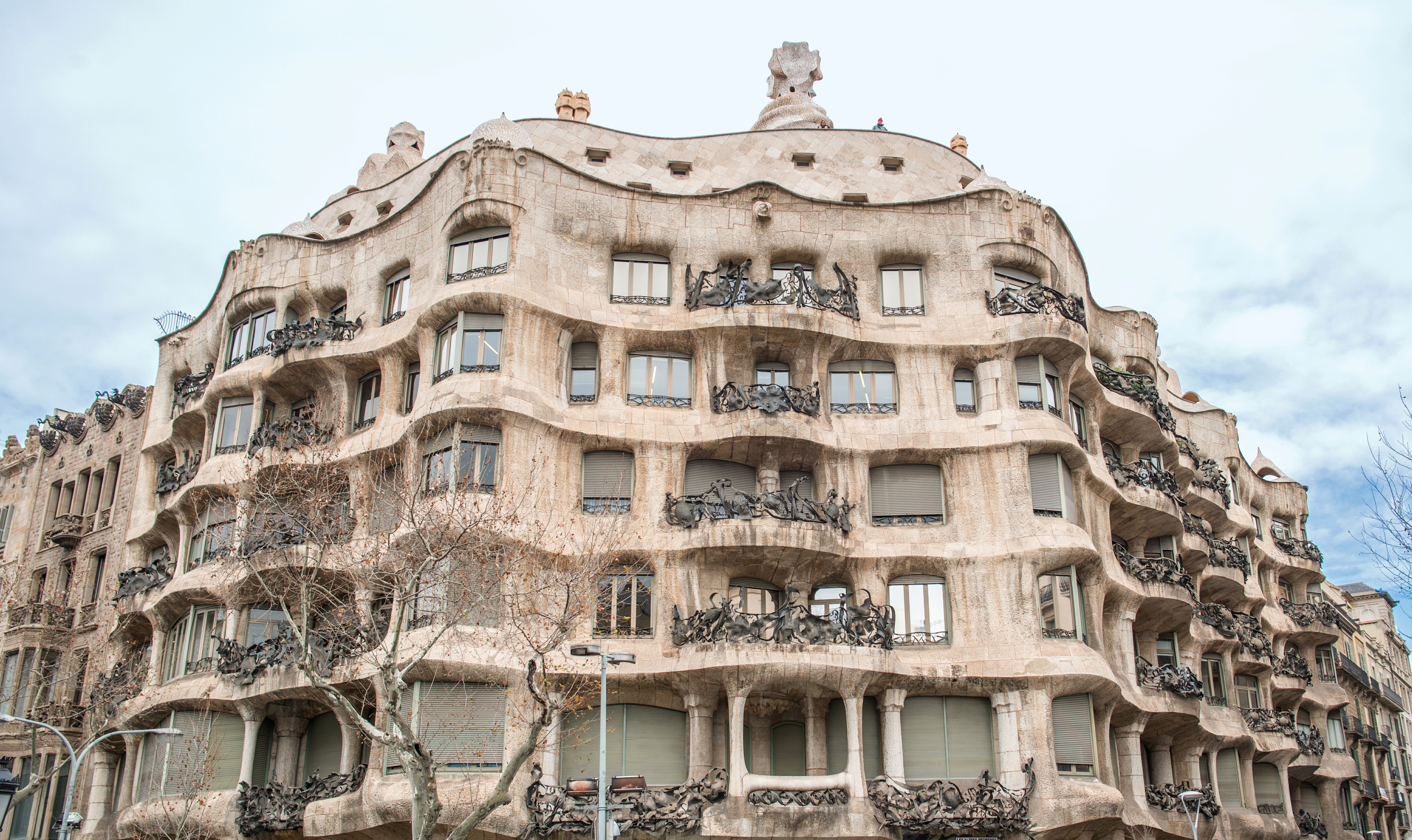
Casa Milà. Ett modernisme-hus av Antoni Gaudí.
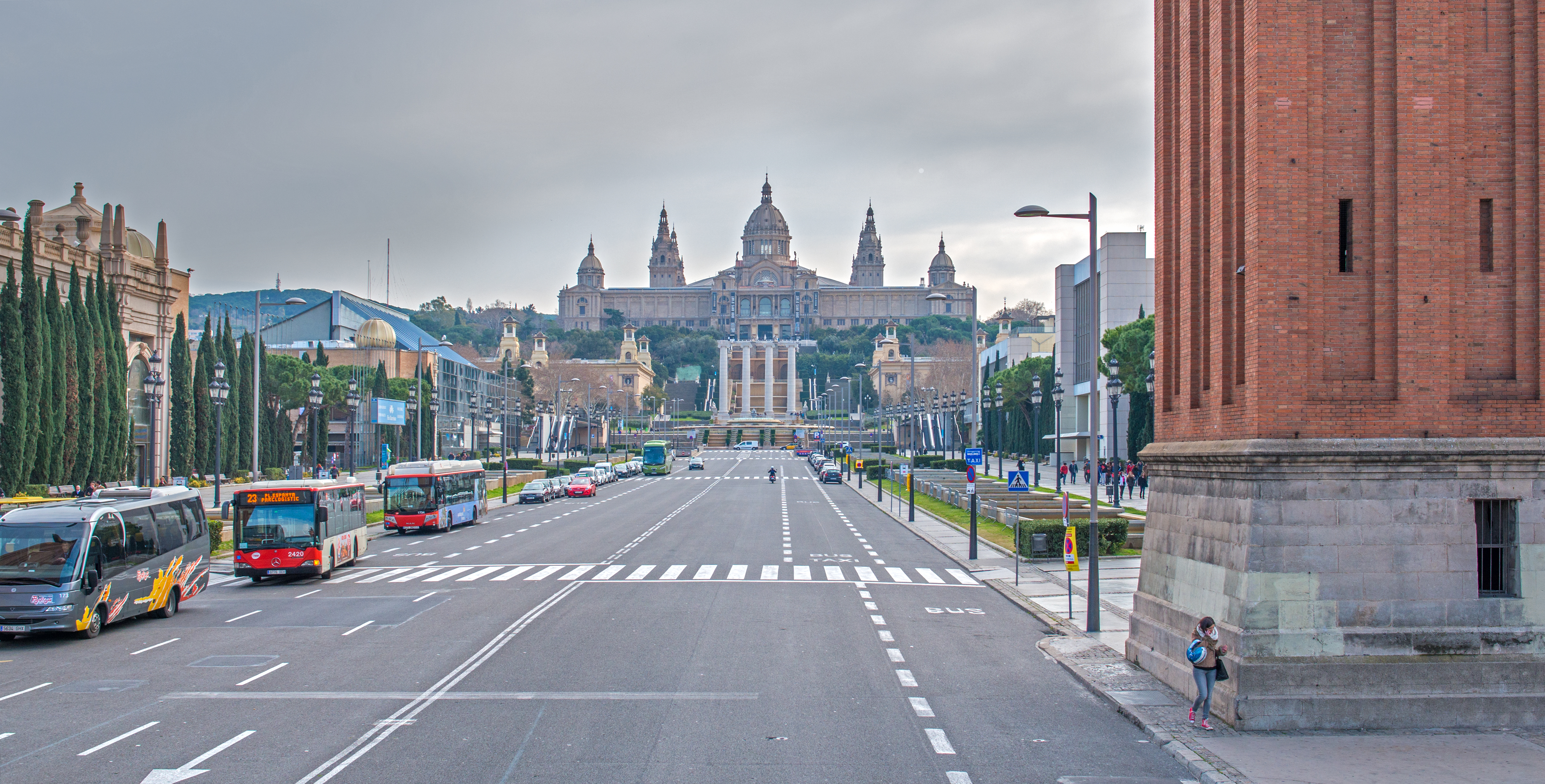
Museu Nacional d'Art de Catalunya i fonden.
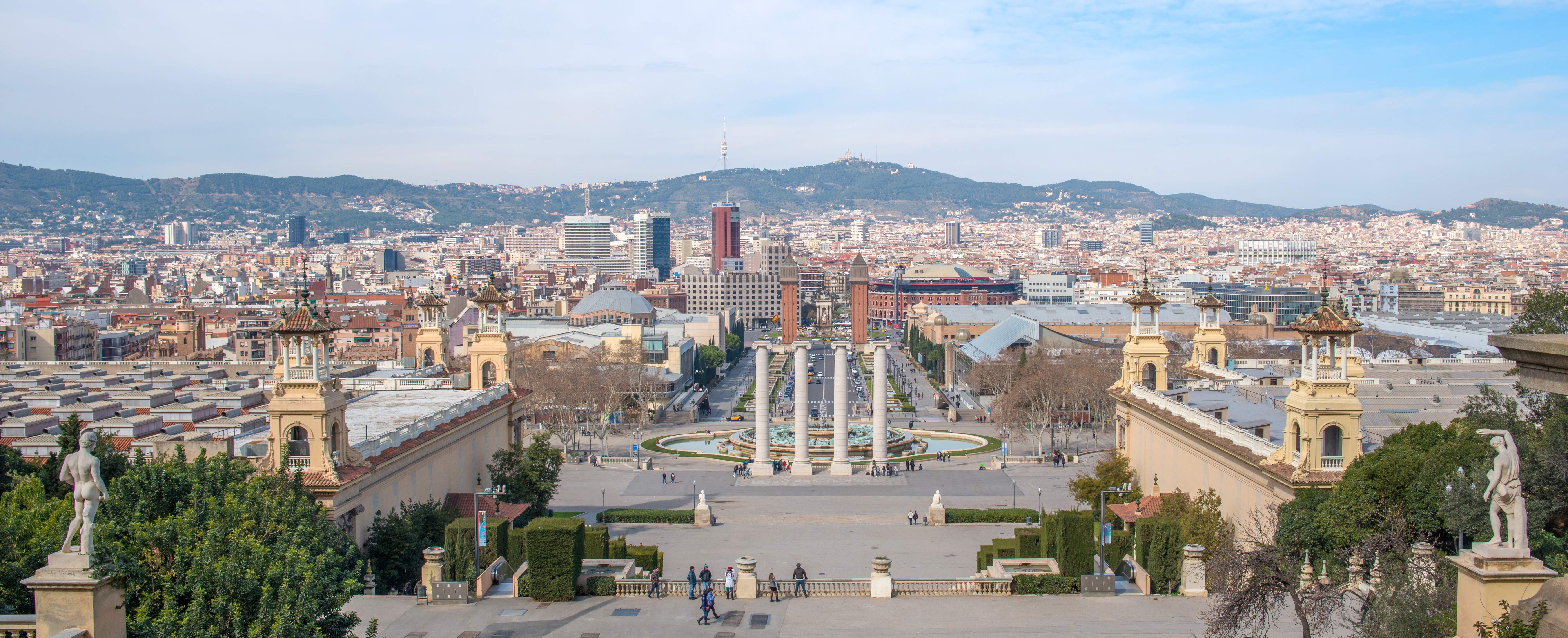
Vy från Museu Nacional d'Art de Catalunya åt norr.
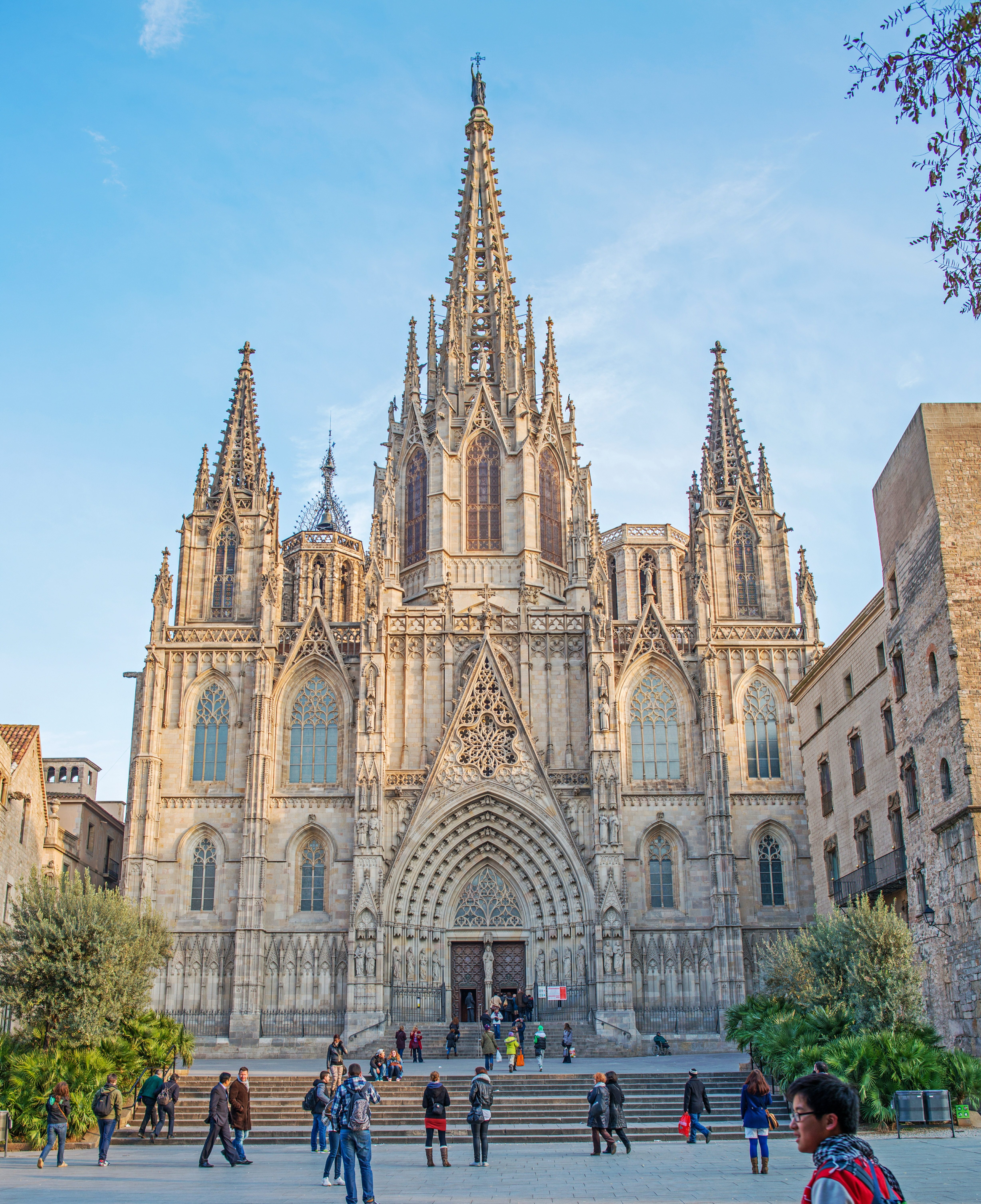
Santa Eulàlia, Barcelonas katedral.
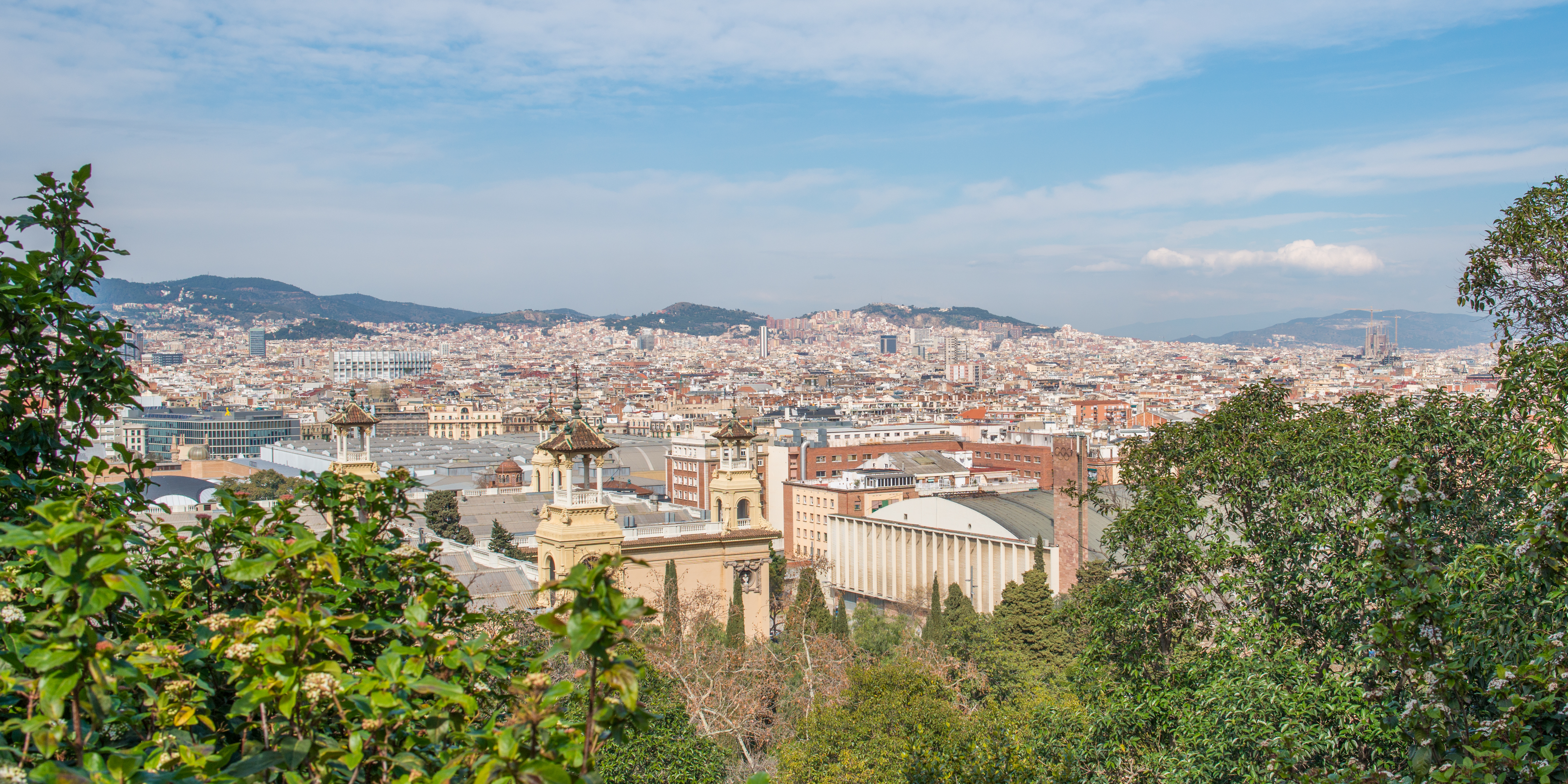
Vy från Montjuïc mot norr.
Christopher Columbus-statyn vid Ramblans södra ände.